# Marchese de Sade
Donatien-Alphonse-François de Sade, signore di Saumane, di La Coste e di Mazan, marchese e conte de Sade - pronuncia francese [dɔnaˈsjɛ̃ alˈfɔ̃s frɑ̃ˈswa də sad] - conosciuto comunemente come Marchese de Sade ma anche come D.A.F. de Sade e soprannominato Divin marchese (Parigi, 2 giugno 1740 – Charenton-Saint-Maurice, 2 dicembre 1814), è stato uno scrittore, filosofo, drammaturgo, poeta, nobile, politico e rivoluzionario francese, delegato di sezione alla tribuna della Convenzione nazionale; è noto per le numerose opere letterarie a tema libertino e gotico-horror, incentrate su una commistione di violenza spesso estrema (stupri, orge, omicidi, crudeltà) e sessualità solitamente deviata, feticista e con esiti a volte grotteschi e surreali.
Il suo nome ha dato origine al termine sadismo, ovvero il piacere nel causare dolore e sofferenza. Tale argomento ricorre nei suoi romanzi, incentrati sulla descrizione di condotte sessuali trasgressive e perverse, che saranno appunto chiamate "sadiche", e di scene di esplicita violenza e tortura; ma anche sul tema filosofico della ricerca del piacere attraverso la gratificazione degli istinti naturali (in Sade spesso derivanti dall'esercitare la crudeltà). Centrale nel suo pensiero è inoltre la difesa dell'ateismo e il rifiuto verso ogni forma di autorità costituita. Il nome di Sade insieme a quello di Leopold von Sacher-Masoch (da cui deriva invece il termine masochismo) hanno dato origine alla parola sadomasochismo, associata spesso ai suoi romanzi. Per via delle sue idee filosofiche, Sade viene incluso nell'ala estremista del libertinismo, nonché dell'Illuminismo più radicale, ateo, materialista e anticlericale.
Appartenente a una famiglia di antica nobiltà, a partire dal 1800 e fino alla morte avvenuta quattordici anni dopo, rinunciò a ogni titolo nobiliare, siglandosi semplicemente «D.-A.-F. Sade». Durante il periodo rivoluzionario utilizzò anche lo pseudonimo Louis Sade. Fu autore di tutta una serie di classici della letteratura erotica, drammi teatrali, testi vari e saggi filosofici, molti dei quali composti durante la prigionia. Più volte incarcerato e nuovamente evaso, fu condannato a morte in contumacia durante la sua fuga in Italia. Verso la fine della vita venne trasferito in un manicomio, forse affetto da una forma di quello che poi verrà denominato disturbo borderline di personalità e da comportamenti occasionalmente antisociali.
Durante la sua vita venne accusato di diversi reati (accuse alle quali aderì la sua famiglia, e soprattutto la suocera), quali violenza sessuale, sodomia, tortura, tentativi di avvelenamento e condotta immorale (legati alle vicende dette "affare di Arcueil" o caso di Rose Keller, e "affare di Marsiglia"), ma dopo la condanna a morte in contumacia in primo grado fu assolto in appello (verdetto annullato), colpevole soltanto di "libertinaggio" (cioè condotta sessuale illegale e sconveniente) e in seguito produzione di materiale pornografico. Fu vittima prima delle persecuzioni del regime monarchico, successivamente, in quanto nobile, della Rivoluzione francese (alla quale aveva aderito) e infine del governo napoleonico, in quanto inviso come autore a Bonaparte in persona.
Trascorse così molti anni della sua vita, a causa di una lettre de cachet ottenuta dalla suocera da parte del re Luigi XVI e di varie disposizioni successive, ma senza sentenza penale, prima in carcere (in quello della Bastiglia per qualche anno), poi all'"albergo dei pazzi" di Charenton, su ordine del prefetto, dove scrisse molte delle sue opere più celebri. Per molto tempo ritenuto solo un autore immorale o di scarso valore, è stato riscoperto e rivalutato all'inizio del XX secolo per opera del surrealismo, della psicoanalisi e dell'esistenzialismo.

## Biografia

### La nascita e la giovinezza

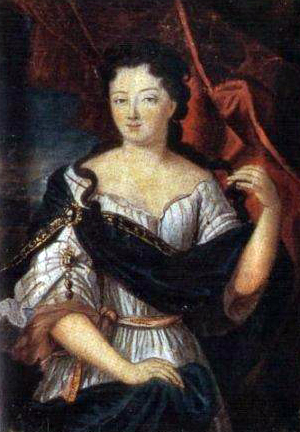
Marie Eleonore de Maille de Carman, madre del marchese

Sade nasce nel palazzo dei Condé a Parigi, residenza dei principi Borbone-Condé. La casata è una delle più antiche della Provenza, suo padre è Jean-Baptiste François Joseph de Sade. Suo zio Jacques-François-Paul-Aldonce de Sade, abate e letterato francese, fece risalire l'albero genealogico fino alla Laura cantata da Francesco Petrarca nel suo Canzoniere, identificandola nella moglie di Hugues III de Sade, morta di peste e sepolta ad Avignone nel 1348. Il blasone dei Sade con l'aquila imperiale a due teste fu ottenuto da Elzéar de Sade su concessione dell'imperatore Sigismondo nel 1416.
Sua madre, Marie Elénore de Maillé de Carman, di sangue Borbone e nipote del cardinale Richelieu, è gentildonna di camera, damigella d'onore e dama di compagnia di Carolina d'Assia-Rotenburg, principessa di Condé. Una prima figlia, Caroline, era nata nel 1737 e sopravvissuta solo due anni; nel 1746 nascerà una sorella, Marie-Françoise, che però morrà poche settimane dopo la nascita.
Essendo assenti sia il padre, ambasciatore a Colonia, sia i padrini designati (nonno materno e nonna paterna), viene tenuto a battesimo da due domestici nella chiesa di Saint-Sulpice, con nomi non conformi ai desideri di famiglia; la madre aveva difatti ordinato di chiamarlo Louis-Aldonse-Donatien, ma il primo fu dimenticato e sostituito con uno dei nomi del padre, François, mentre il provenzale Aldonse si tramutò in Alphonse.

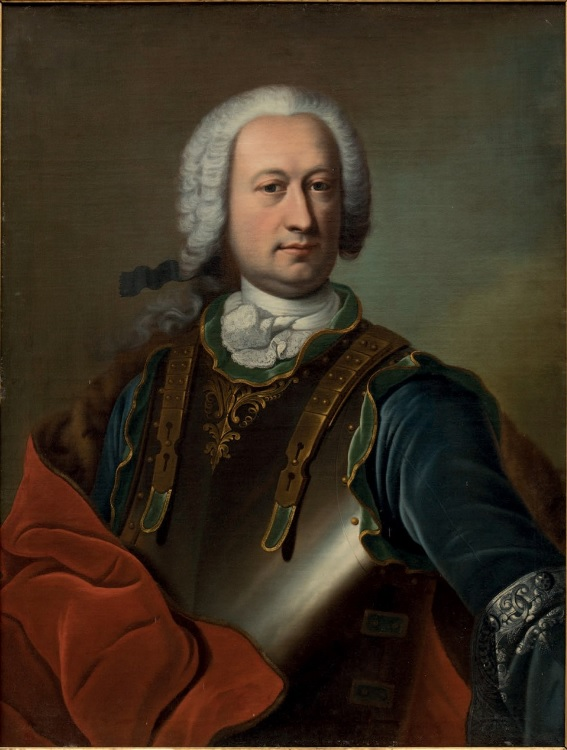
Il conte Jean-Baptiste de Sade, padre del marchese

Il bambino trascorre la sua primissima infanzia fino al 1744 a casa Condé, dove viene allevato insieme con il principino Luigi-Giuseppe di Borbone-Condé, di quattro anni maggiore. Quando ha quattro anni, Marie Eléonore deve lasciare l'impiego presso la principessa per accompagnare il marito in un viaggio a cui lo costringe il suo status diplomatico al servizio del principe elettore di Colonia. Il bambino è pertanto inviato dapprima nel palazzo avignonese di famiglia, il castello di Saumane-de-Vaucluse, ove risiede presso la nonna paterna, per poi trasferirsi presso lo zio paterno Jacques-François-Paul-Alphonse de Sade.
Il "bambino biondo", unico erede maschio della famiglia, viene conteso anche dalle cinque zie paterne, tra cui due badesse di convento e due monache semplici, ma lo zio, un signore curioso di storia e antichità, riesce infine a imporsi sulle sorelle. Amico di Voltaire, oltre che storico e letterato (scrittore e commentatore delle opere petrarchesche) è anche un noto libertino nonché abate di Ébreuil; egli subentra dunque nell'educazione del nipote, incaricandosi di assicurargli i primi rudimenti dell'istruzione nel monastero benedettino di Saint-Léger d'Ébreuil.
Nel romanzo Aline e Valcour, scritto da Sade durante la prigionia nella Bastiglia, troviamo gli unici passaggi considerati autobiografici, che fanno con dovizia di particolari riferimento alla sua infanzia e prima adolescenza:
Nel 1750 si trasferisce a Parigi per proseguire gli studi presso il prestigioso Lycée Louis-le-Grand gestito dai gesuiti (frequentato precedentemente da Voltaire e in seguito da Robespierre) e, con l'ausilio del precettore Jacques François Amblet, appartenente al clero regolare ginevrino, in qualità di tutore, che indirizza le sue letture. Fin dalla più tenera età Sade dà prova di amare la lettura, con una preferenza verso le opere di filosofia, storia e racconti di viaggio, che gli forniscono informazioni sui costumi dei popoli più lontani, utilizzate in seguito nella sua letteratura, soprattutto nei primi scritti fino al 1780.
All'epoca la popolazione scolastica del Louis-le-Grand raggiunge i tremila alunni, di cui la maggior parte esterni: il programma giornaliero ha inizio con la sveglia alle 5:30, poi preghiera, studio, colazione, ricreazione, scuola, messa, pranzo fino alle 12; studio, merenda, scuola, cena, preghiera e silenzio fino alle 21. Durante i quattro anni che passa nella scuola, il nome del giovane Sade non risulta neppure una volta nell'elenco dei premiati come migliore studente. Al Louis-le-Grand impara musica, danza, scherma e scultura; mostra molto interesse anche per la pittura, trascorrendo molte ore nelle "gallerie di quadri" allora aperte al pubblico nel Louvre. Impara anche abbastanza bene l'italiano, il provenzale e il tedesco.

### L'ingresso nella vita pubblica

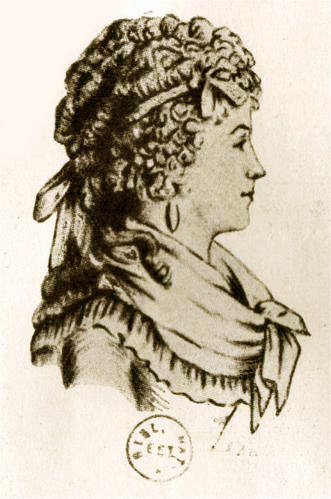
Ritratto di Renée-Pélagie de Sade, moglie di D.A.F. de Sade

Senza alcuna certezza sulla data esatta, verso il 1760 la madre entra nel convento delle carmelitane a Parigi. Il 24 maggio 1754, quando non ha ancora compiuto quattordici anni, de Sade riceve un certificato di nobiltà che gli consente di accedere alla scuola preparatoria di cavalleria, annessa al reggimento della guardia reale di Versailles, che fa concorrenza alla scuola dei moschettieri, in un ambiente di ferrea disciplina e rigida preparazione militare: entra in tal modo nell'élite dell'esercito francese.
Tenente onorario nel 1755, sottotenente nel Reale reggimento di fanteria nel 1756, alfiere (ufficiale della bandiera) nel 1757 del reggimento dei Carabinieri del Conte di Provenza, partecipa alla guerra dei sette anni contro la Prussia; distintosi per il suo valore, viene infine promosso nel 1759 al grado di capitano del reggimento di Borgogna cavalleria per rimpiazzare gli effettivi caduti prigionieri. La carriera militare non gli impedisce di condurre una vita dissoluta, della quale sembra pentirsi in una lettera allo zio:
Il 16 marzo 1763, al termine della guerra, viene congedato (tornerà in servizio altre due volte tra il 1767 e il 1770) e si ritira nel castello di famiglia a La Coste, in Provenza. Nei mesi successivi, il padre, preoccupato per la difficile situazione economica e per la dispendiosa e già relativamente dissoluta vita mondana del figlio, che non perde né un ballo né uno spettacolo, negozia un matrimonio combinato con una famiglia appartenente alla nuova nobiltà, con un'ottima posizione economica e notevole influenza a corte. La prescelta è Renée-Pelagie Cordier de Launay de Montreuil, figlia di un ricco magistrato.
Il giovanotto ha intanto acquistato velocemente una pessima reputazione: gioca, sperpera denaro, frequenta con assiduità e sommo scandalo i camerini delle attrici e le case delle prostitute, se ne infischia del futuro e trascura i primi doveri pubblici. De Sade è in realtà innamorato di mademoiselle Laure-Victoire-Adeline de Lauris, d'illustre casato provenzale, alla quale invia poesie in stile trobadorico scritte di suo pugno, e vorrebbe scegliere la strada che gli indica il cuore; il padre però non vede di buon occhio la rinunzia alla ricchezza dei Montreuil. Il giovane, dando probabilmente prova di terribile gelosia, spaventa Laure, che si decide a troncare il rapporto.

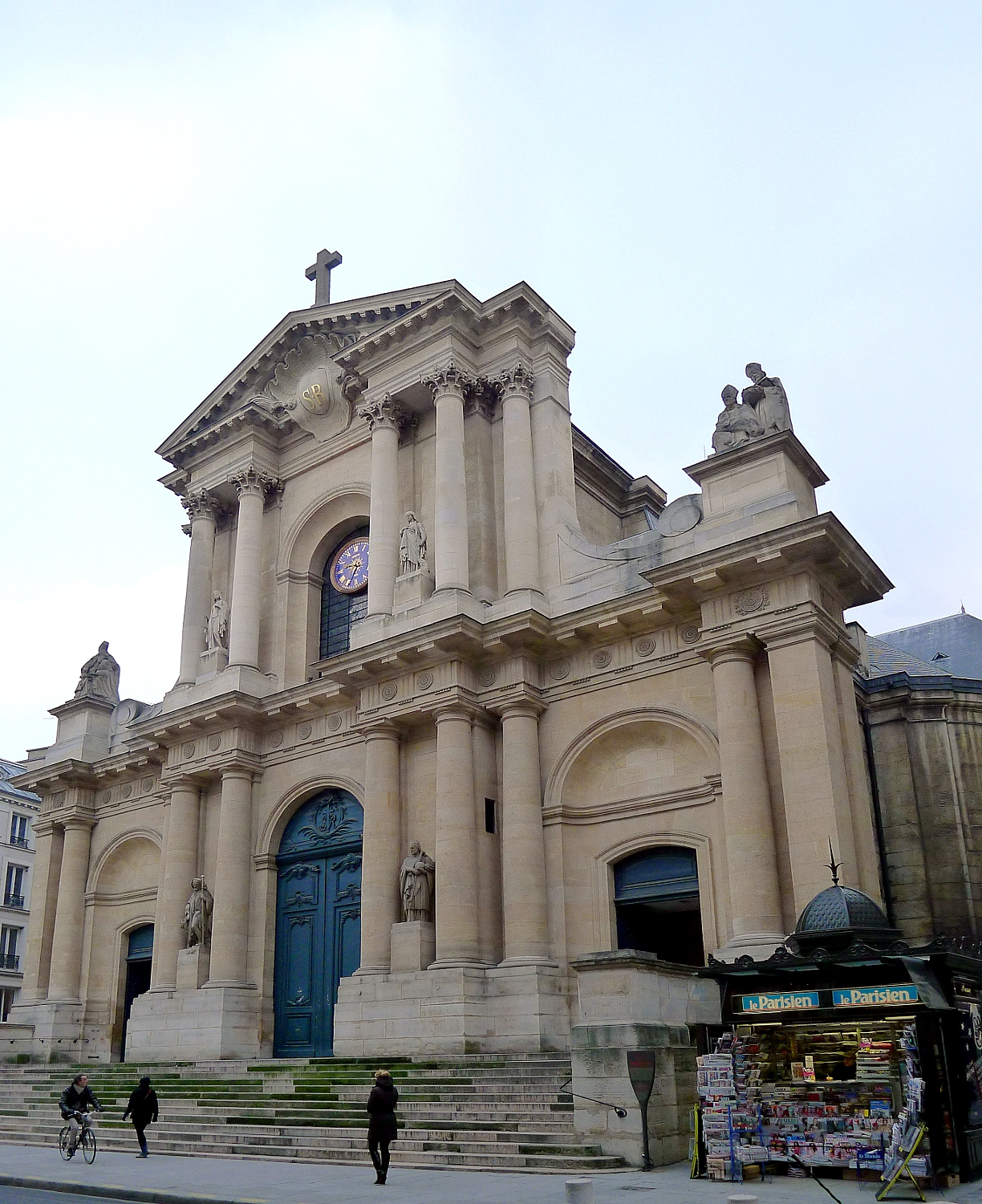
La chiesa di St.-Roch a Parigi, dove il marchese de Sade si sposò nel 1763 a ventitré anni non ancora compiuti

Il 1º maggio 1763 a Versailles de Sade padre ottiene l'approvazione del re, alla presenza delle due famiglie, ma con l'assenza evidente del figlio. Il contratto di matrimonio viene firmato il 15 e il 17 maggio e la cerimonia si svolge nella chiesa di St.-Roch a Parigi, malgrado fino a due settimane prima D.A.F. de Sade fosse ancora intenzionato a sposare Laure de Lauris.

### Problemi con la giustizia
Per contratto matrimoniale, i novelli sposi devono abitare per cinque anni tra Parigi e il castello Échauffour, in Normandia, di proprietà della famiglia di lei; ma, dopo soli cinque mesi, il 29 ottobre 1763 de Sade viene arrestato nella sua garçonnière di rue Mouffetard su ordine del re e condotto nella prigione di Vincennes per le accuse di una prostituta occasionale, Jeanne Testard, vittima dei giochi blasfemi del marchese. Le ragioni sarebbero state legate a uno o più giorni di dissolutezze sfrenate, ma anche a un manoscritto ritrovato in suo possesso (forse un primissimo tentativo letterario). De Sade trascorre 15 giorni in prigionia, sino a quando la famiglia della moglie si interessa, riuscendo a farlo tornare a Échauffour, con l'ordine di non lasciare la provincia senza permesso reale.

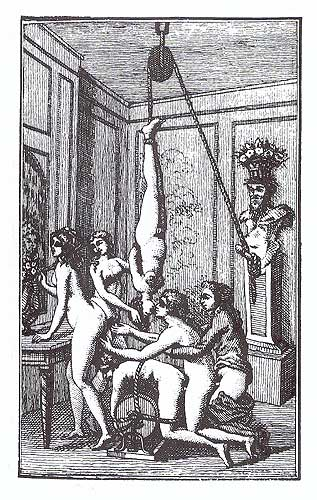
Illustrazione erotica da Juliette

Nel 1764 de Sade inaugura un teatro da camera da lui stesso diretto al castello di Évry, dove rappresenta opere di artisti contemporanei e alcune commedie da lui composte, che lo vedono impegnato anche come attore. Contemporaneamente viene nominato luogotenente generale del re per le provincie di Bresse, Bugey, Valromey e Gex davanti al parlamento di Digione, carica appartenuta al padre fino a quattro anni prima. Nel luglio dello stesso anno comincia una relazione con mademoiselle Colette, attrice presso il Théâtre de la comédie italienne di Parigi.
L'11 settembre viene revocato l'ordine reale di confinamento; alla fine del 1764 D.A.F. de Sade si trasferisce a Parigi in casa dei Montreuil. Nei due anni successivi colleziona avventure galanti con donne disposte a soddisfare i suoi gusti sessuali eterodossi, assume diverse amanti e ricorre regolarmente ai servizi di prostitute. Ai rimproveri epistolari di una zia badessa risponde affermando di continuare la tradizione familiare, con chiaro riferimento allo zio abate.
La vita licenziosa di D.A.F. de Sade appare nei diari dell'ispettore Marais, dipendente direttamente dal luogotenente generale di polizia Antoine Sartine conte d'Alby, addetto a seguire con scrupolo le attività sessuali dei membri della corte, compresi quelli di sangue reale, per poi riferire tutto a intrattenimento di sua maestà il re Luigi XV e di Madame de Pompadour. Vi si possono trovare riferimenti all'avventura con l'attrice Colette, che de Sade è costretto a condividere con un altro nobile in quanto non ha risorse per mantenerla; seguono altre attrici e ballerine, e de Sade continua per diverso tempo ad apparire nei diari di Marais.
Nel 1765, prende come amante la ventiduenne M.lle de Beauvoisin, che già da sei anni fa la vita da mantenuta e prostituta. De Sade lascia la casa coniugale per trascorrere con lei un paio di mesi a La Coste, dove talvolta Beauvoisin viene confusa dai cittadini con la legittima moglie. Questo merita le critiche più dure da parte della famiglia. M.me Montreuil, da Parigi, si mette in contatto con lo zio abate nel tentativo di far ragionare il nipote, ma la relazione extraconiugale continua per almeno due anni.
Alla morte del padre, avvenuta il 24 gennaio del 1767 a Montreuil vicino a Parigi, eredita diversi feudi e assume il titolo di conte de Sade; la famiglia detiene sia il titolo di conte sia quello di marchese e per tradizione il capofamiglia assume il primo e il figlio primogenito il secondo, almeno fintanto che il padre è in vita. Il 16 aprile dello stesso anno viene promosso comandante di reggimento e maestro di campo di cavalleria, ma vende la carica di capitano comandante e chiede il congedo per potersi al più presto ricongiungere con la sua amatissima Beauvoisin. Il 27 agosto nasce a Parigi il primo figlio, Louis-Marie.

#### L'affare di Arcueil

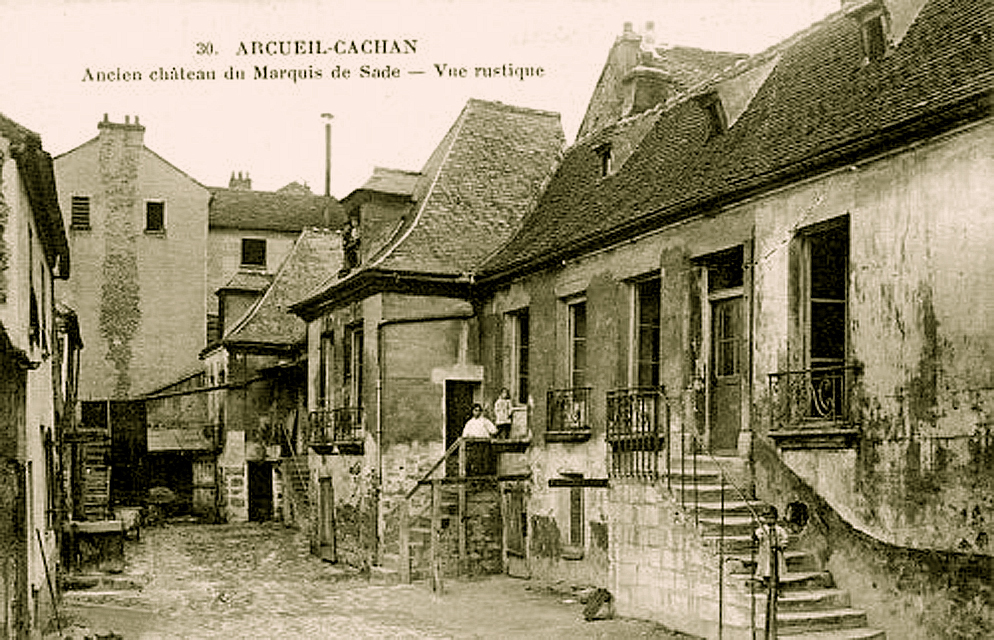
La casa di Arcueil, dove de Sade condusse Rose Keller e la sottopose a fustigazione

Il 3 aprile 1768, giorno di Pasqua, de Sade incontra in Place des Victoires una mendicante e prostituta occasionale, la trentaseienne Rose Keller, vedova del garzone pasticciere Valentin; la induce ad accompagnarlo in una casa in affitto ad Arcueil, la rinchiude in una camera, la costringe a spogliarsi e la fustiga a più riprese appesa a un martinetto a corde. La Keller riesce tuttavia a fuggire calandosi dalla finestra e lo denuncia, affermando di essere stata accoltellata e torturata (il chirurgo Le Comte rileverà solo segni di frusta). Secondo la vittima, sarebbe stata tratta in inganno con la promessa di un lavoro onesto; secondo de Sade, l'offerta di prostituzione era messa in chiaro fin dall'inizio. Sosterrà che Keller è fuggita prima che potesse pagarla e che il suo domestico Langlois l'ha inseguita in strada, ma lei ha chiesto aiuto a donne del vicinato.
Probabilmente la fretta con cui si procede a una messa in stato d'accusa da parte della Camera criminale dello Châtelet è dovuta al fatto che il primo presidente de Maupeou è un nemico personale di Montreuil, il suocero di de Sade. L'opinione pubblica è convinta che l'episodio sia stato messo in atto il giorno di Pasqua in spregio alla passione del Cristo. In seguito la Keller riceve una forte somma per ritrattare le accuse, ma nel frattempo de Sade è stato incarcerato su ordine del re dietro richiesta di M.me de Montreuil, dapprima a Saumur e poi a Pierre-Encise, nei pressi di Lione, dove rimane sino al 16 novembre, assistito dalla moglie che nel frattempo si è trasferita a Lione. Il processo si risolve con una condanna molto lieve, consistente in una piccola donazione di 100 livres in favore dei carcerati, da parte della Grand Chambre, che ratifica la lettera d'immunità prodotta dal re. Di fatto l'intervento reale salva de Sade da un processo presso la Camera criminale dello Châtelet. La reale responsabilità di D.A.F. de Sade, il quale nega le accuse come risulta da una lettera, non è stata mai completamente chiarita.
Dopo la liberazione, per ordine del re si stabilisce nel castello di La Coste (dove rimane fino all'aprile del 1769) con la famiglia e la cognata diciannovenne Anne-Prospère. La sua passione teatrale intanto continua e lo vede predisporre un teatro all'interno del castello, formare una compagnia professionale e cominciare a dare regolari rappresentazioni.

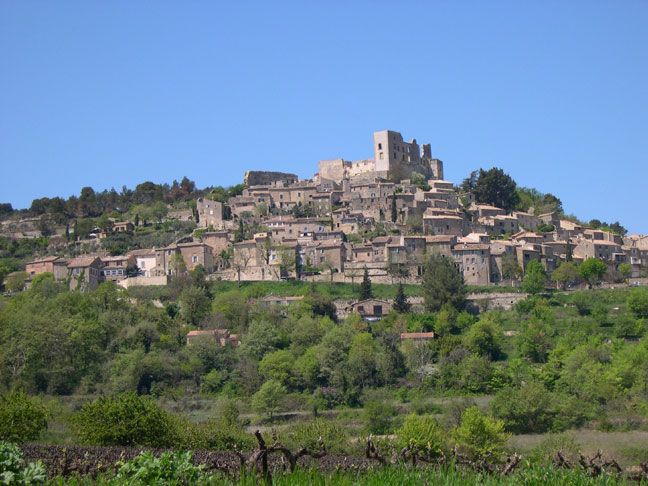
Il castello di Lacoste che domina sul bordo sottostante

#### L'affare di Marsiglia
Nel maggio 1769 D.A.F. de Sade torna a Parigi, dove nasce il secondogenito Donatien-Claude-Armand. Vive un momento di tranquillità al fianco della famiglia, contribuendo all'educazione dei figli e colmando di attenzioni la moglie, che nel 1771 dà alla luce la terzogenita, Madeleine-Laure. Nell'estate dello stesso anno viene imprigionato temporaneamente per debiti; a fine anno viaggia nei Paesi Bassi.
Il 25 giugno 1772, a Marsiglia, riceve cinque ragazze all'hôtel des Treize Cantons, alle quali offre confetti afrodisiaci alla cantaridina; tre ragazze, tra cui Marguerite Coste, si danno in seguito per malate, due ritengono di essere state avvelenate, e questo è ciò che crede l'opinione pubblica. Inoltre la presenza del valletto del marchese fa immaginare pratiche sodomite. Il 12 settembre viene giustiziato in effigie ad Aix-en-Provence, dopo aver subito una condanna a morte in contumacia da parte del Parlamento a seguito di denuncia e testimonianza di Marguerite Coste, per sodomia e avvelenamento. D.A.F. de Sade riesce a fuggire in Italia con la cognata Anne-Prospère; a fine luglio i due raggiungono Venezia, poi lei rientra in Francia e lui prende residenza in Savoia, allora parte del Regno di Sardegna. L'8 dicembre 1772 è arrestato a Chambéry per ordine del re di Sardegna e dietro richiesta dell'influente suocera è rinchiuso presso il forte di Miolans: la suocera, fino a quel momento soggetto passivo o addirittura accondiscendente al marchese, intervenne duramente di fronte all'incesto in corso e chiese al duca d'Aiguillon di fare da intercessore presso il conte Filippo Ferrero della Marmora, ambasciatore del Regno di Sardegna a Parigi.

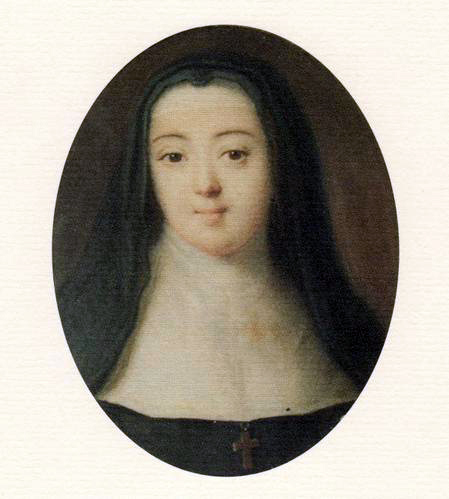
Anne-Prospère de Launay de Montreuil, cognata e amante del marchese, futura canonichessa secolare benedettina

La moglie cerca inutilmente di vederlo, travestendosi da uomo per eludere i controlli della madre; D.A.F. de Sade viene comunque trattato con il riguardo dovuto alla sua condizione sociale. Il 30 aprile 1773 riesce a evadere in maniera rocambolesca assieme ad altri prigionieri dalla fortezza, grazie al fatto che la moglie paga le guardie carcerarie. Lascia in ogni caso una lettera al comandante, assolvendolo da ogni responsabilità per la loro fuga, elencando gli oggetti da lui lasciati nella prigione e i debiti non saldati. De Sade si rifugia a La Coste e, dopo un'irruzione della gendarmeria, il 6 gennaio 1774 fugge in Italia travestito da curato. Renée-Pélagie de Sade non abbandona l'intenzione di difendere a tutti i costi il marito: si reca più volte a Parigi e nel 1774 solleva una causa in tribunale contro la madre; lamenta che l'influente M.me de Montreuil persegue ingiustamente de Sade, «non inseguendo un criminale, ma un uomo che crede solo di ribellarsi contro i suoi ordini e volontà». La donna, divenuta nel frattempo la sua acerrima nemica, era riuscita a ottenere una lettre de cachet da Luigi XV con un ordine d'arresto immediato; dopo la morte del re, avvenuta il 10 maggio 1774, la lettre perde la sua validità; così la donna ne chiede un'altra al successore, Luigi XVI, per ottenere la quale occorrono diversi mesi.
Tra il 1776 e il 1777, nonostante le difficoltà finanziarie, i coniugi de Sade assumono a Lione e a Vienne una domestica, cinque ragazze e un giovane segretario, tutti futuri partecipanti alle orge che il marchese organizza in una stanza segreta del castello e alle quali partecipa anche la moglie. Istigata dalla figlia, M.me de Montreuil si impegna per soffocare lo scandalo della procedura criminale avviata a Lione su istanza dei genitori delle fanciulle; due di queste, in particolare, sono in grado di mostrare i segni fisici di un furore che paragonano alla follia e del quale la prima vittima è la moglie del marchese.
Malgrado l'intervento della suocera, lo scandalo si allarga; M.me de Montreuil comunque cambia atteggiamento nei confronti del genero. Lo zio abate, presso il quale de Sade invia in custodia una delle giovani ragazze, chiede il suo internamento per pazzia. Per cambiare aria, il 17 luglio 1775 il marchese torna in Italia sotto il nome di conte di Mazan e ivi si trattiene per un anno durante il quale visita il paese: Torino, Parma, Firenze (fino al 21 ottobre), Roma, Napoli (da gennaio a giugno 1776) e Venezia. Il ricordo di questo tour è narrato da lui stesso in Viaggio in Italia, che non fu pubblicato dall'autore, ma da Maurice Lever, il quale curò l'opera incompiuta a causa dell'arresto e della successiva prigionia di D.A.F. de Sade.
Il marchese torna a La Coste, dove il 17 gennaio 1777 un certo Tellier, padre di una delle giovani domestiche, viene per reclamare la figlia, ribattezzata Justine dai de Sade, e spara al marchese. Ormai il cerchio si chiude. D.A.F. de Sade a fine gennaio si reca a Parigi per la morte della madre, avvenuta il giorno 14 nel convento parigino dove si era ritirata 17 anni prima.

### Lalettre de cachete la nuova detenzione: prima Vincennes, poi la Bastiglia

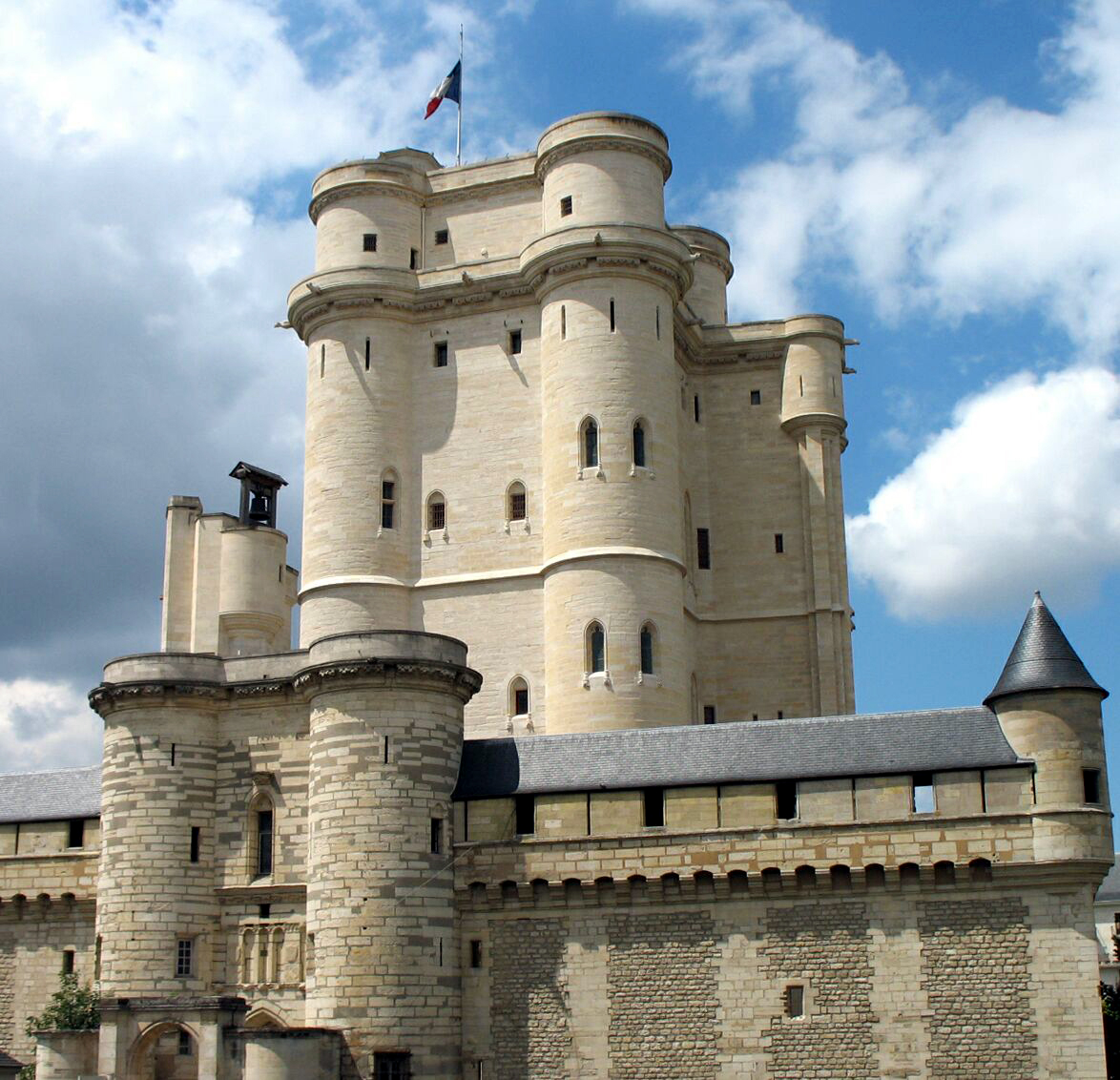
Il castello di Vincennes in cui D.A.F. de Sade fu rinchiuso ininterrottamente dal 1777 al 1784

La notte del 13 febbraio 1777 D.A.F. de Sade viene imprigionato di nuovo in forza della lettre de cachet, questa volta nei sotterranei del castello di Vincennes.
(D.A.F. Sade, Lettera a Madame de Sade Montreuil da Vincennes, febbraio 1777)
La lettre del re gli permette di evitare l'esecuzione della condanna a morte. A Vincennes de Sade incontra il compagno di prigionia Conte di Mirabeau, anch'egli scrittore di racconti erotici e futuro rappresentante agli Stati generali del 1789; i due si detestano intensamente. De Sade rimane a Vincennes per 16 mesi di dura prigionia, pur senza subire processi.
Nel giugno del 1778, viene condotto ad Aix-en-Provence, dove è assolto dal Parlamento locale nel processo per avvelenamento con cantaridina di Marguerite Coste, che in primo grado aveva comportato la condanna a morte: su intervento di M.me de Montreuil, la procedura viene annullata per vistose irregolarità; de Sade è condannato però solo a una pena minore sotto forma di ammenda per libertinaggio.
Legalmente libero, rimane comunque in carcere, poiché la lettre de cachet non è stata ancora revocata; durante il trasferimento a Parigi, in luglio, evade presso Valence, per essere nuovamente catturato a La Coste dopo 39 giorni e riportato a Vincennes.

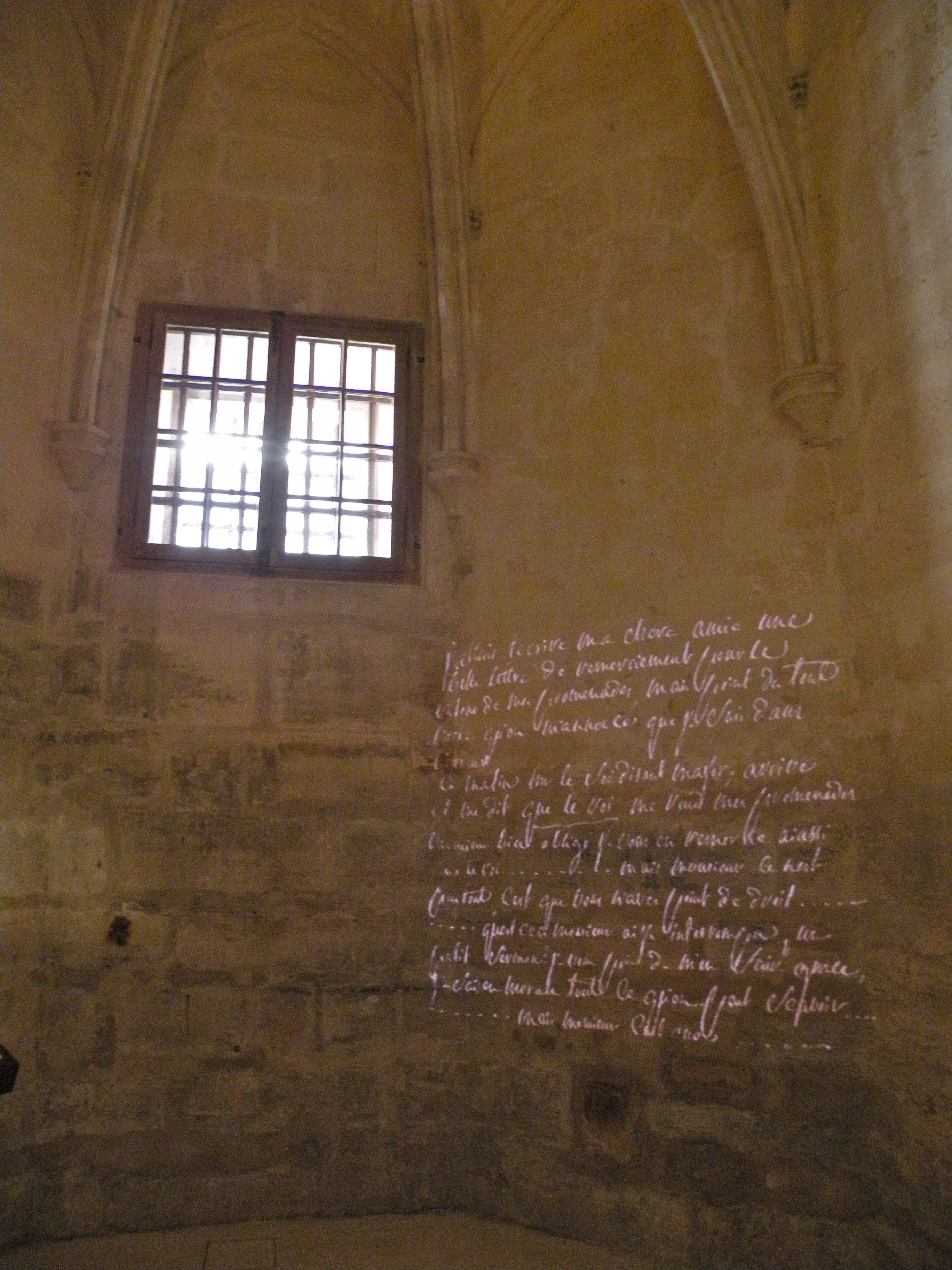
L'interno della cella di de Sade a Vincennes

#### La lunga prigionia a Vincennes
(D.A.F. Sade, lettera alla moglie)
D.A.F. de Sade rimane rinchiuso a Vincennes per i successivi cinque anni e mezzo, i primi quattro dei quali in isolamento pressoché totale, intrattenendo una fitta corrispondenza con la moglie e cominciando a comporre, nell'ordine, Le 120 giornate di Sodoma, Dialogo tra un prete e un moribondo e Aline e Valcour, oltre alla prima versione di Justine o le disavventure della virtù e alcune opere teatrali, storie e racconti di vario genere. Gode di una cella tutta per sé, con diritto a forniture regolari di legna da ardere; per il resto le condizioni di reclusione si dimostrano deplorevoli. Mirabeau scrisse: «Queste camere sarebbero immerse nella notte eterna se non per alcuni pezzi di vetro opaco che di tanto in tanto permettono il passaggio di un debole raggio di luce». Durante tutti gli anni di reclusione il suo quasi unico contatto col mondo esterno è Renée-Pélagie, a parte poche corrispondenze epistolari; ci è rimasta la corrispondenza col servo Martin, il precettore padre Amblet e un'amica della moglie, Mademoiselle Rousset. 

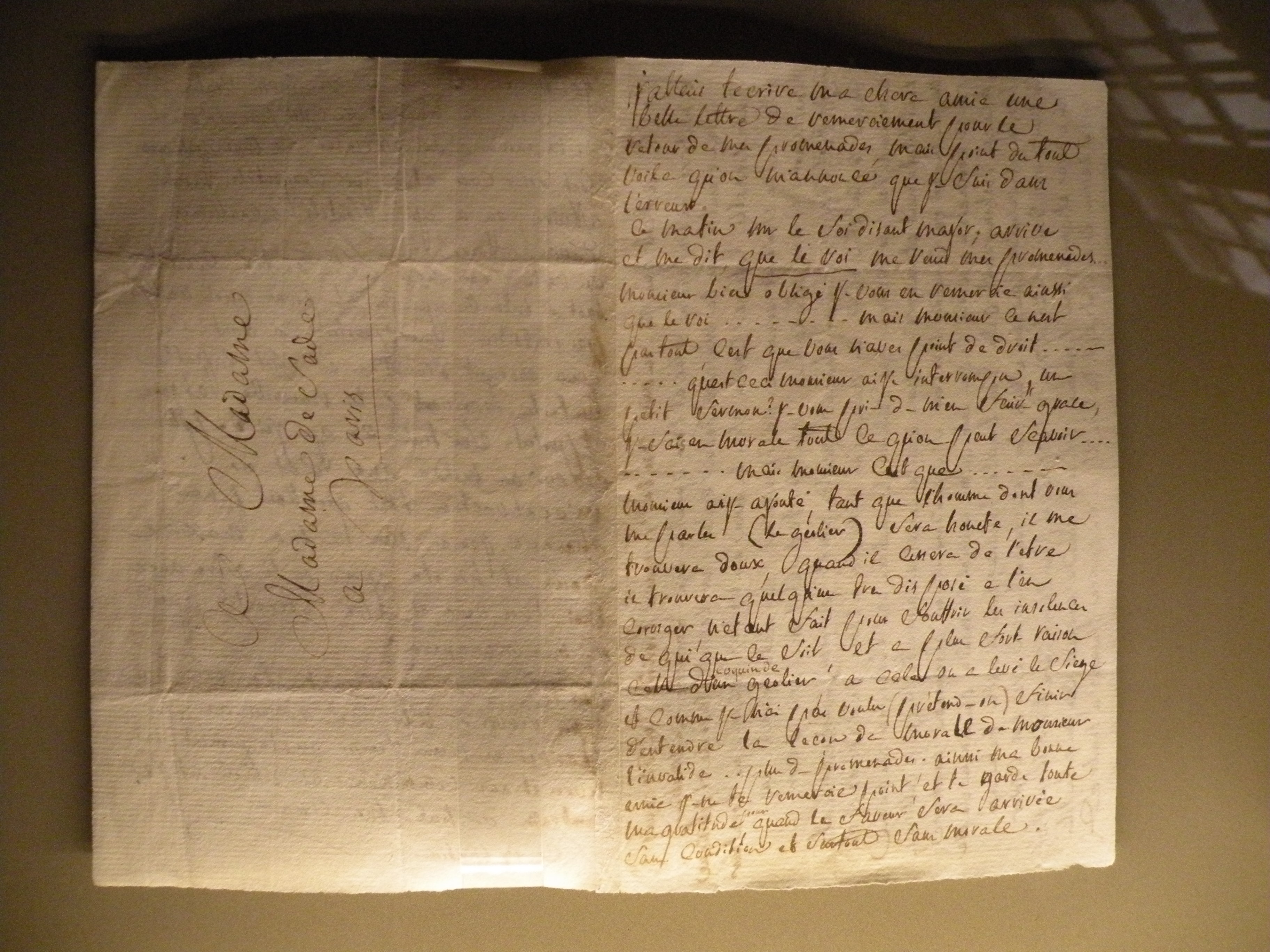
Lettera autografa del marchese alla moglie

Tutti gli sforzi di Renée-Pélagie, fin dal primo giorno, sono volti a farlo liberare, tentando anche di pianificarne la fuga. Nella prima delle lettere che per tredici anni gli inviò, due giorni dopo il suo arresto, gli scrive: «Come hai passato la notte, mio dolce amico? Sono molto triste, ma dimmi che stai bene. Sarò felice solo quando t'avrò veduto. Mantieni la calma, ti prego». La risposta è del seguente tenore:
(D.A.F. Sade, Lettera datata 8 marzo 1777)
Renée è in questi anni il suo principale e quasi unico sostegno; si trasferisce a Parigi, stabilendosi nel convento delle Carmelitane, lo stesso in cui si era ritirata a suo tempo la madre del marito, poi in una più modesta pensione in compagnia di Mademoiselle Rousset. Sua madre nel frattempo le ritira tutti i fondi, ma le difficoltà non le impediscono di soddisfare i bisogni e desideri del marito; invia tutto ciò che richiede, cibo, vestiti e libri, e diventa la documentarista, amanuense e lettrice privilegiata delle sue opere.
De Sade comincia a dedicarsi freneticamente alla lettura e alla scrittura, riuscendo a raccogliere una libreria di oltre 600 volumi che comprende Petrarca, La Fontaine, Boccaccio e Cervantes ma anche d'Holbach, Voltaire e Rousseau; non è interessato solamente alla letteratura, cerca difatti anche libri scientifici, come la Storia naturale di Buffon. Così descrive il proprio carattere:
(D.A.F. Sade, Lettera alla moglie datata settembre 1783)
(Lettera alla moglie)

#### La prigionia alla Bastiglia
(Lettera alla moglie, 1783)

La Bastiglia è presa il 14 luglio, dieci giorni dopo che D.A.F. de Sade fu trasferito altrove

Il 29 febbraio 1784, dopo un ennesimo tentativo di fuga, de Sade viene trasferito alla Bastiglia di Parigi, in una cella al secondo piano e poi al sesto della torre Liberté. Qui completa la stesura di varie opere, elencate in un catalogo da lui stesso stilato il primo ottobre 1788. Subito si lamenta per essere stato forzatamente trasferito e di ritrovarsi improvvisamente in un luogo mille volte peggiore e più stretto di quello appena lasciato: «Sono in una stanza che è metà di quella di prima e se solo mi azzardo ad uscir per qualche minuto nel cortile interno le guardie mi riportano indietro con le baionette sguainate come se avessi cercato di detronizzare Luigi XV.» Aggressivo, irriducibile, attaccabrighe, non ha intenzione di accondiscendere alle richieste della suocera per ottenere la libertà:
(D.A.F. Sade, Lettera alla moglie, inizio novembre 1783)
La prigionia lo porta a cercare nell'immaginario il compenso alla propria frustrante condizione. La sua immaginazione si scatena contro la religione e la morale. Il 22 ottobre 1785 comincia la revisione delle bozze di Le 120 giornate di Sodoma; dal momento che rischia il sequestro del materiale per oscenità, de Sade scrive con una grafia minuta su entrambe le facciate di un rotolo di carta, più facile da tenere nascosto, della lunghezza di 12 metri.
Percependo il fermento che attraversa la capitale durante il braccio di ferro tra la monarchia e gli Stati generali, che sarebbe sfociato nella rivoluzione, il 2 luglio 1789 de Sade urla dalla finestrella alla folla radunata fuori, utilizzando come megafono il tubo che serve a evacuare le feci dalla cella: «Qui stanno sgozzando i prigionieri!» e incitando l'assalto all'odiata prigione. In conseguenza di questo atto, su richiesta del governatore della fortezza, il marchese de Launay, due giorni dopo viene trasferito al manicomio di Charenton; la presa della Bastiglia, che segna l'inizio della Rivoluzione francese, avviene 14 luglio.

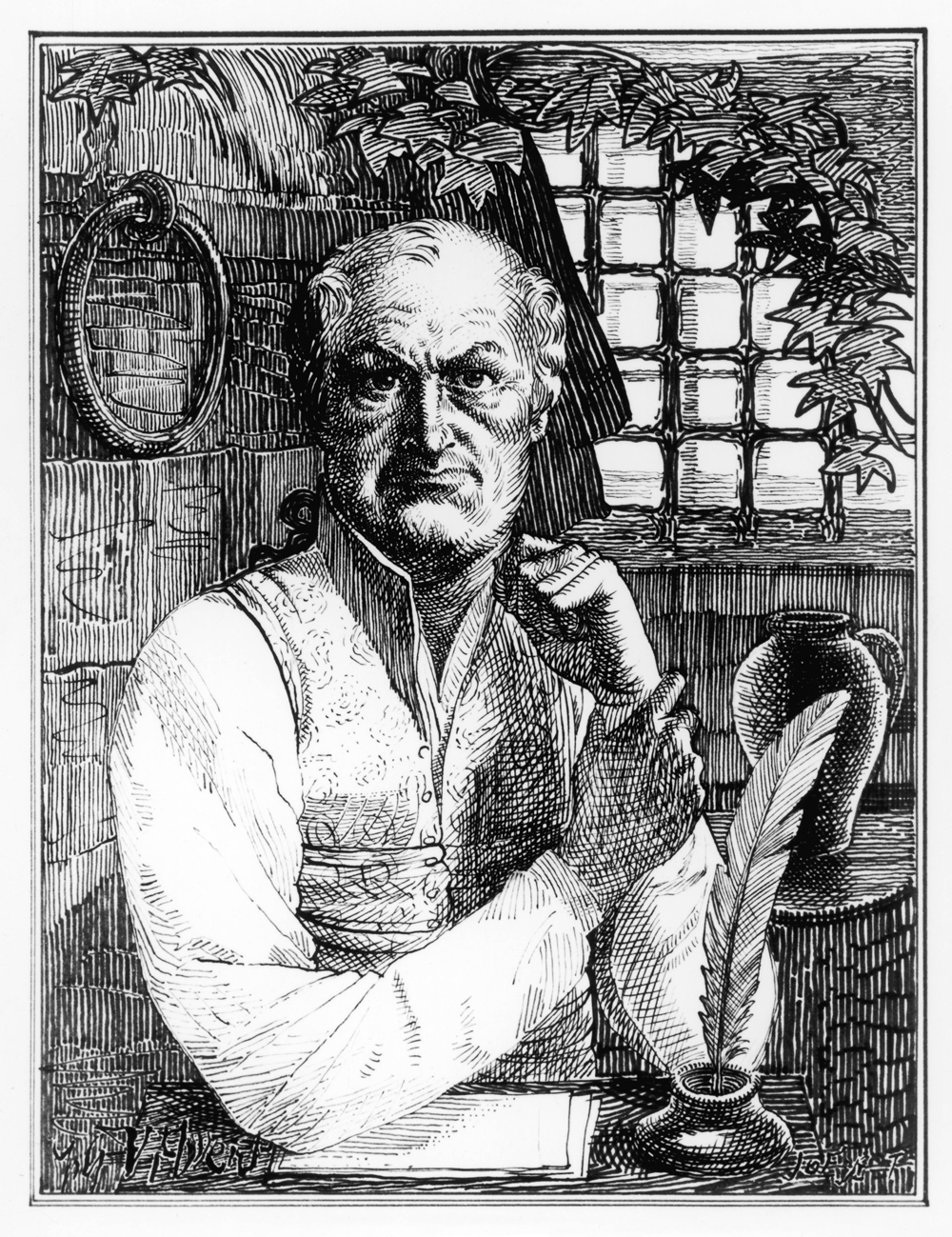
Raffigurazione immaginaria di de Sade risalente al XIX secolo

### La Rivoluzione e gli anni successivi

#### La scarcerazione e l'attività teatrale
De Sade deve lasciare alla Bastiglia il mobilio della cella, acquistato a sue spese, seicento libri di sua proprietà e 15 volumi manoscritti messi sotto sequestro, dei quali non riuscirà più a tornare in possesso. Il rotolo di Le 120 giornate di Sodoma viene rinvenuto nella cella della Bastiglia, verso fine luglio, da un uomo chiamato Arnoux, originario di Saint-Maximin-la-Sainte-Baume.
Il 18 marzo del 1790 D.A.F. de Sade riceve a Charenton la visita dei due figli maschi, che non vede da circa quindici anni; lo informano di un decreto approvato il 13 marzo dall'Assemblea nazionale costituente che annulla il valore legale delle odiate lettres de cachet, detenzioni arbitrarie ordinate direttamente dal sovrano. Il 2 aprile viene infine liberato: si reca immediatamente dal suo curatore M. de Milly, procuratore presso il tribunale dello Châtelet, che gli procura un letto dove dormire e gli dà sei luigi. Durante la prigionia non si è fatto mancare i dolci di cui è goloso, e la mancanza di movimento e esercizio fisico lo hanno portato a ingrassare enormemente, fino a sfiorare l'obesità.
La moglie, rifugiata in un convento, stavolta si rifiuta di vederlo e, decisa a ottenere la separazione, si rivolge al tribunale dello Châtelet. D.A.F. de Sade, resosi conto del mutato atteggiamento della donna nei suoi confronti, lo attribuisce all'influenza del suo confessore. Il 9 giugno il tribunale stabilisce la separazione e ordina al marchese de Sade di restituire alla moglie le somme da essa portate in dote al momento del matrimonio, pari a 160 842 livres. In realtà, Sade dovrà solo restituire gli interessi su questa enorme somma, circa 4 000 livres l'anno.
(D.A.F. Sade, Lettera alla moglie, 20 febbraio 1791)
Il 3 agosto il Théâtre Italien accetta di rappresentare un suo testo, in atto unico, intitolato Le Suborneur. Il 17 dello stesso mese de Sade dà una lettura alla Comédie-Française di una sua opera in atto unico in versi liberi, Le Boudoir ou le mari credule. Una settimana dopo una rappresentazione dell'opera viene rifiutata; in seguito però sarà accettata con alcune rettifiche. Il 25 agosto de Sade conosce un'attrice non ancora trentenne, Marie-Constance Renelle (sposa abbandonata di un certo Balthazar Quesnet), con la quale comincia una relazione, da lui stesso definita "meno che platonica", basata su reciproco amore e affetto, che durerà per il resto della sua vita.
L'opera teatrale in cinque atti di de Sade, Le Misanthrope par amour ou Sophie et Desfrancs viene accettata all'unanimità dalla Comédie-Française. Il 1º novembre de Sade, ritrovata una certa tranquillità economica, si trasferisce in un'abitazione con giardino in rue Neuve-des-Mathurins n. 20, in zona Chaussée-d'Antin; Marie-Constance Renelle si trasferisce da lui, probabilmente nella seconda metà di gennaio 1791; è a lei che il marchese dedicherà il suo Justine, pubblicato a giugno dello stesso anno.
Il 22 ottobre 1791 ha luogo, al Théâtre Molière in rue Saint-Martin, la rappresentazione della sua opera teatrale Le Comte Oxtiern ou les effets du libertinage. Una seconda rappresentazione, due settimane dopo, crea problemi di ordine pubblico e induce D.A.F. de Sade a sospendere ulteriori messe in scena. Il 24 novembre dello stesso anno dà lettura alla Comédie-Française del suo scritto Jeanne Laisne ou le Siege de Beauvais, che viene tuttavia rifiutato.

#### La collaborazione con il nuovo regime
Il 5 marzo del 1792, al Théâtre Italien, la rappresentazione de Le Suboneur viene disturbata da uno spettatore e infine interrotta dopo la quarta scena a causa del baccano. La motivazione di questo gesto va ricercata nel fatto che l'autore è un aristocratico. Tuttavia due notizie ben più gravi raggiungono de Sade: in maggio il figlio secondogenito Donatien-Claude-Armand, aiutante di campo del Marchese di Toulongeon, diserta dal servizio ed emigra all'estero, fatto che la Repubblica considera un crimine; per non subirne le conseguenze, de Sade è costretto a fare pubblica ammenda, avendo la Convenzione nazionale decretato la responsabilità genitoriale in caso di diserzione.
De Sade collabora attivamente con il nuovo governo repubblicano; per far dimenticare i sospetti generati dalla sua origine nobiliare si fa chiamare semplicemente Louis Sade. Tra il 17 e il 21 agosto 1792 il suo castello di La Coste viene saccheggiato da cittadini locali, con la neutralità della guardia municipale, e spogliato di quasi tutti gli arredi, sebbene le autorità locali riescano a mettere in salvo una parte dei beni, immagazzinandoli nella sede del vicariato. Questi sono in seguito sequestrati da due emissari provenienti da Apt che, abusando del loro potere, si appropriano dei beni di maggior valore e li portano via, nonostante le proteste della municipalità di La Coste. De Sade per il momento non viene a conoscenza di quanto accaduto.
Si arruola nell'8ª compagnia della Sezione rivoluzionaria Piques di place Vendôme (la stessa del leader giacobino Robespierre) e viene anche nominato commissario per l'organizzazione della cavalleria nella medesima sezione. Nello stesso mese redige un pamphlet politico intitolato Idées sur le mode de la sanction des Loix, stampato e distribuito nelle sezioni di Parigi per essere studiato e discusso. Il suo nome è inserito (non si sa se per errore o per deliberata malignità, a causa delle sue origini aristocratiche) nella lista dei nobili emigrati del Dipartimento delle Bocche del Rodano.
Il 26 febbraio del 1793 redige, assieme con i cittadini Carre e Desormeaux, un rapporto sulle condizioni igieniche di cinque ospedali parigini. In una lettera datata 13 aprile, D.A.F. de Sade informa il suo avvocato Gaufridy della propria nomina a membro della corte di giustizia. Nel giugno dello stesso anno il cittadino de Sade è scelto, nella sua veste di segretario dell'assemblea delle sezioni di Parigi, a far parte del gruppo di quattro delegati chiamati a esprimersi presso la Convenzione per chiedere l'annullamento del decreto di legge che stabilisce l'istituzione di un esercito di seimila uomini da mantenere stabilmente a Parigi.
Il 26 giugno viene creato un nuovo Dipartimento, la Vaucluse, ricavato dal precedente Bocche del Rodano. De Sade, depennato dalla precedente lista di nobili emigrati, compare nuovamente in quella del nuovo Dipartimento. All'oscuro di tutto, viene nominato Presidente della sezione Piques il 23 luglio, salvo poi dimettersi e rifiutare il posto di vicepresidente a causa dell'inasprimento della situazione politica, che di lì a poco sfocia nel Terrore. Ciononostante l'assemblea generale della sezione Piques applaude e approva entusiasticamente un suo pamphlet, stampato sotto il titolo Discours aux mânes de Marat et de Le Peletier, considerati martiri della rivoluzione. Il 25 brumaio dell'anno II (15 novembre 1793) D.A.F. de Sade è a capo di una delegazione che legge dinanzi alla Convenzione una petizione di sei sezioni rivoluzionarie che invoca l'abbandono delle "illusioni della religione", della quale egli è l'autore: Legislatori, il regno della filosofia giunge infine per annientare quello dell'impostura. Il fervore ateo ha portato de Sade a aderire al movimento radicale che predica la scristianizzazione della Francia e l'ateismo, che ben presto entra in conflitto con il governo del Comitato di salute pubblica; la risposta arriva da un intervento di Robespierre al club dei Giacobini intitolato Discorso per la libertà dei culti. Maximilien Robespierre e Louis Sade appartengono difatti entrambi alla sezione Piques. Non passa molto dalla nomina a segretario di sezione che de Sade, dimostrandosi molto più moderato dei suoi scritti e romanzi, si trova costretto "dalla coscienza" a dimettersi, difatti scrive privatamente: "Sono stanco, esausto, ho sputato sangue. La riunione è stata talmente burrascosa che, davvero, non ne posso più. Ieri, tra l'altro, ho dovuto ritirarmi due volte per lasciar il posto al mio vice. Volevano votare un orrore disumano. Mi sono rifiutato, di punto in bianco. Grazie a Dio me ne sono liberato!"

#### Arresto e detenzione
Il 18 frimaio anno II (8 dicembre 1793) viene spiccato un mandato di arresto per de Sade sulla base di alcune lettere (risalenti a due anni prima) giudicate compromettenti per la Repubblica. Viene prelevato dalla sua abitazione di rue Neuve-des-Mathurins e condotto alla prigione delle Madelonnettes. Il 24 nevoso (13 gennaio 1794) viene trasferito al convento carmelitano di rue de Vaugirard e il 3 piovoso (22 gennaio) alla prigione di Saint-Lazare. De Sade redige in propria difesa, inviandolo al Comitato di salute pubblica, un rapporto nel quale descrive le sue attività di sostegno alla Repubblica e la sua fedeltà a essa, negando altresì le sue origini nobili. Il 7 germinale (27 marzo) Constance Quesnet ottiene di farlo trasferire per "ragioni di salute" nell'ospizio per nobili sospetti Maison Blanchard a Picpus.
L'8 termidoro anno II (26 luglio 1794) il Tribunale rivoluzionario condanna a morte Louis Sade per "intelligenza e corrispondenza con i nemici della Repubblica" insieme ad altri 28 imputati; l'usciere si reca nelle diverse prigioni per prelevare i condannati, ma cinque di questi, tra cui il cittadino Louis Sade, risultano irreperibili; gli altri vengono ghigliottinati. Il giorno dopo, un colpo di Stato cambia i rapporti di forza in seno alla Convenzione; il cosiddetto «Grande Terrore» termina il 10 termidoro con l'esecuzione sommaria di Robespierre e altri membri del Comitato di salute pubblica e sostenitori. Il 24 vendemmiaio anno III (15 ottobre 1794) D.A.F. de Sade viene scarcerato, autorizzato a tornare nella sua abitazione e riammesso, grazie alle sue benemerenze, nelle cariche occupate in precedenza. Trascorre in relativa tranquillità il 1795, anno in cui pubblica Alice e Valcour con lo pseudonimo di Cittadino S***, e La filosofia nel boudoir, presunta Opera postuma dell'autore di "Justine", che già era apparso anonimo.
Vende nel 1796 alla famiglia Rovère il castello di La Coste con annesso mobilio per la somma di 58 000 livres, che tuttavia non gli viene mai pagata interamente. Si trasferisce a Clichy e poi a Saint-Ouen presso M.me Quesnet, con la quale si reca nel pratile dell'anno V (maggio-giugno 1797) in Provenza per tentare di liquidare le altre proprietà. In novembre, appresa la sua inclusione nelle liste degli emigrati (il fatto che si faccia chiamare Louis Sade ha indotto i compilatori a confonderlo con il figlio primogenito Louis-Marie, effettivamente emigrato), il che comporta il sequestro dei beni, si reca dalla polizia per presentare la documentazione delle sue attività svolte per la Repubblica. Rimasto senza rendita né proprietà, comincia a trarre guadagni dalla vendita anonima di pubblicazioni clandestine a carattere pornografico.

#### Nuove difficoltà economiche: Beauce, Parigi e ritorno a Saint-Ouen
Il 24 fruttidoro anno VI (10 settembre 1798), a causa di difficoltà economiche, D.A.F. de Sade lascia Saint-Ouen e trova ospitalità presso uno dei suoi fattori a Beauce. In novembre, i venditori delle proprietà di Malmaison e Grandvilliers (acquistate con il denaro ottenuto dalla vendita di La Coste), non essendo stati pagati interamente, ottengono un'ingiunzione di trasferimento delle suddette proprietà. De Sade è costretto a lasciare Beauce e solamente nel mese di piovoso dell'anno VII (gennaio 1799) trova una sistemazione stabile presso il figlio di M.me Quesnet, che abita in una piccola stanza non riscaldata in una casa parigina. Scrive all'avvocato Gaufridy di questa esperienza, descrivendo i magri pasti a base di carote e fagioli e lo scarso riscaldamento garantito da poca legna secca comprata a credito. Nel mese di ventoso dello stesso anno (febbraio 1799) trova un lavoro miseramente retribuito (40 soldi al giorno) presso il teatro di Versailles, e mantiene sé stesso e il suo giovane coinquilino.
Nel 1799 pubblica La nouvelle Justine, suivi de l'Histoire de Juliette, sa sœur che nel frattempo è cresciuto fino a occupare dieci volumi illustrati da cento stampe pornogafiche; malgrado neghi di esserne l'autore, la stampa punta un dito accusatore:
(L'Ami des Lois, 12 fruttidoro anno VII (29 agosto 1799))
De Sade cerca di negare pubblicamente, riprendendo alcuni temi di Aline e Valcour, e afferma che il suo modo di scrivere è crudo per non fare amare i vizi:
non quello di mostrarlo in tutto l'orrore che lo caratterizza. Guai a coloro che lo circondano di rose. Le loro mire sono tutt'altro che pure e io non li imiterò mai. Che non mi si attribuisca, secondo questi sistemi, il romanzo di J... Non ho mai scritto un'opera di quel tipo, e sicuramente non la scriverò mai. Soltanto gli imbecilli e i malvagi, nonostante l'autenticità delle mie smentite, possono ancora sospettarmi o accusarmi di esserne l'autore. Il più sovrano disprezzo sarà ormai la sola arma con la quale combatterò le loro calunnie.»
(Lettera al Journal de Paris, poi in Considerazioni sui romanzi, introduzione a I crimini dell'amore)
In giugno giunge notizia di un decreto che vieta l'eliminazione dei nomi dei nobili dalle liste degli emigrati. Ad agosto la sua posizione giuridica migliora, in quanto ottiene dalla municipalità di Clichy un certificato di residenza e cittadinanza, controfirmato dal membro della Commissione Cazade. In dicembre torna sulle scene, rappresentando Oxtiern ou les malheurs du libertinage presso la Société Dramatique di Versailles. Al volgere del nuovo anno (1800, secondo il calendario repubblicano, l'inverno dell'anno VIII) de Sade langue malato nell'infermeria di Versailles. Qui riceve in febbraio la visita di Cazade, che lo informa dell'eventualità di un suo arresto per debiti, qualora non possa liquidarli entro il 10 ventoso (1º marzo). Cazade lo rassicura, affermando ch'egli ha l'autorità per impedire che questo avvenga, finché risulta sotto la sua responsabilità.
Nel germinale (aprile) de Sade torna a Saint-Ouen ed entra in contrasto con Gaufridy, ritenendo la sua gestione dei propri affari immorale e profittatrice. Gaufridy lascia il suo incarico di amministratore, posizione che viene assunta da M.me Quesnet. In giugno viene pubblicato il pamphlet anonimo Zoloé, violentemente critico nei confronti di Tallien e Barras (tra gli autori del colpo di Stato che aveva rovesciato Robespierre), di Bonaparte (padrone della Francia dal novembre 1799) e delle loro consorti (Teresa Cabarrus e Giuseppina di Beauharnais). Sebbene si sia a lungo ritenuto questo scritto opera di de Sade, oltre che la motivazione principale del suo arresto dell'anno IX (1801), è ormai certo che si è trattato di un'attribuzione erronea. A ottobre il Journal de Paris pubblica un articolo del critico Villeterque, che attacca pesantemente l'opera sadiana Les Crimes de l'Amour, pubblicata di recente.

#### L'arresto definitivo
Il 1801 si apre sotto buoni auspici per D.A.F. de Sade: il Ministero della polizia proclama un'amnistia che rende possibile il dissequestro dei suoi beni. Il 15 ventoso (6 marzo), quando già il Direttorio repubblicano è stato rimpiazzato dal Consolato, Sade viene arrestato con il suo editore Nicolas Massé nell'ufficio di questi. La perquisizione effettuata nel locale rivela numerosi manoscritti e stampati redatti da de Sade, tra cui i romanzi Juliette e La Nouvelle Justine. Altre perquisizioni, effettuate presso la sua abitazione a Saint-Ouen e a casa di amici, comportano il sequestro di altro materiale compromettente, compreso un arazzo con raffigurazioni a carattere osceno ispirate al romanzo Justine.
De Sade e Massé vengono interrogati, ma non processati, per evitare uno scandalo di enormi dimensioni. Massé è liberato subito, de Sade viene rinchiuso arbitrariamente e senza processo il 15 germinale (5 aprile) nella prigione di Sainte-Pélagie, colpevole della realizzazione di opere a carattere osceno. Il 30 fiorile anno X (20 maggio 1802) de Sade invia una petizione al Ministro della giustizia André Joseph Abrial, chiedendo di essere processato oppure liberato e ribadendo la propria estraneità alla realizzazione di Justine. Il 15 ventoso anno XI (6 marzo 1803) viene trasferito nella durissima prigione di Bicêtre, salvo poi venire condotto, su pressione della famiglia, all'ospizio di Charenton per malati mentali, dove già è stato in passato.

#### Il manicomio di Charenton

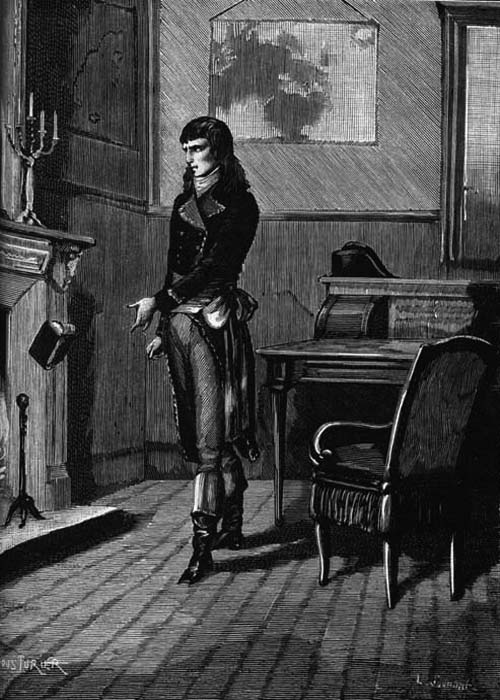
Bonaparte rappresentato in una incisione mentre getta il libro Justine nel fuoco (attribuita a P. Cousturier)

Ricoverato in manicomio per il suo "perpetuo stato di demenza libertina" (parole del prefetto Dubois), D.A.F. de Sade si trova in una condizione tutto sommato privilegiata, con una piccola biblioteca annessa alla stanza affacciata sul fiume Marna e libertà di passeggiare nel parco. Tuttavia la sorveglianza è strettissima, frequenti le perquisizioni alla ricerca di manoscritti licenziosi.
Il 1º messidoro anno XII (20 giugno 1804) de Sade invia alla neocostituita commissione senatoriale per le libertà individuali una missiva nella quale lamenta la sua detenzione arbitraria, dal momento che sono passati quattro anni dalla sua incarcerazione senza che si sia celebrato alcun processo a suo carico. Sei settimane dopo, il 24 termidoro (12 agosto), in una lettera a Fouché, ministro della polizia, scrive:
Il 21 fruttidoro (8 settembre), il prefetto della polizia Dubois fa rapporto al ministro della polizia, descrivendo de Sade come una "persona incorreggibile" che versa in uno stato di "costante pazzia licenziosa", dal carattere "ostile a ogni forma di costrizione". Nelle conclusioni ribadisce la necessità di lasciare de Sade a Charenton, dal momento che la sua stessa famiglia desiderava la sua permanenza nella struttura. Dubois torna nuovamente a esprimersi su de Sade, inviando il 27 fiorile anno XIII (17 maggio 1805) una severa reprimenda al direttore dell'ospizio di Charenton, reo di aver consentito al marchese di ricevere il giorno di Pasqua la comunione presso la locale chiesa; probabile che de Sade vi partecipasse per dare una buona immagine di sé, come allo stesso tempo non rinnega il suo ateismo, pur interessandosi che la cugina gli porti il testo di Chateaubriand appena uscito intitolato Genio del Cristianesimo.
Il 6 fruttidoro (24 agosto) dello stesso anno D.A.F. de Sade redige e sottoscrive un memorandum nel quale accorda l'acquisto da parte dei suoi famigliari di tutte le sue proprietà (con l'eccezione di Saumane) in cambio di una rendita vitalizia. Nel gennaio del 1806 fa testamento. Tra il marzo 1806 e l'aprile del 1807 de Sade è impegnato nella composizione della Histoire d'Emilie, che nella sua forma finale dovrebbe completare una serie di dieci volumi, intitolata Les Journées de Florbelle, ou la Nature dévoilée, suivies des Mémoires de l'abbé de Modose et des Aventures d'Emilie de Volnange. Di lì a poco (5 giugno) la polizia sequestra, a seguito di un'ispezione della sua stanza, numerosi manoscritti, tra i quali lo stesso Les Journées de Florbelle, che verrà bruciato poco dopo la sua morte.
Alla compagna Constance Quesnet viene permesso di vivere con lui, in una stanza adiacente, con il pretesto che si tratta della figlia naturale. Il direttore liberale di Charenton, Coulmier, lo incoraggia a mettere in scena diverse sue commedie per il pubblico parigino, utilizzando gli internati come attori e come palcoscenico un teatro fatto costruire appositamente con 200 posti per spettatori a invito. Questa posizione estremamente tollerante di Coulmier, che approcciava la psicoterapia, attrae molte critiche delle autorità più retrive. Il 14 giugno del 1808 il figlio Louis-Marie de Sade viene ferito nella battaglia di Friedland; la sua valorosa condotta gli fa guadagnare una menzione d'onore nei dispacci militari. Il 17 giugno D.A.F. Sade scrive a Napoleone, presentandosi come il padre del valoroso soldato distintosi in battaglia alcuni giorni prima e chiedendo di essere liberato.
Il 2 agosto l'ufficiale medico capo di Charenton, Antoine Athanase Royer-Collard, invia una missiva al ministro della polizia, lamentando gli svantaggi che comporta la presenza del marchese de Sade presso la struttura ospedaliera. «Quell'uomo non è pazzo" - afferma - la sua sola follia è quella derivante dal vizio... inoltre è stato reso noto il fatto che egli vive nell'ospizio con una donna che cerca di far passare per sua figlia.» Egli inoltre raccomanda nella lettera la soppressione del teatro che de Sade ha organizzato a Charenton, reputandolo un elemento di disturbo per i pazienti chiamati a interpretare ruoli sotto la sua regia, suggerendo altresì il trasferimento del prigioniero in una struttura più restrittiva.
Nonostante il supporto di Coulmier, il ministro ordina il trasferimento di de Sade alla prigione di Ham. Coulmier si appella personalmente al ministro contro tale decisione, chiedendo quantomeno di posporre l'atto fin tanto che la famiglia del marchese avesse pagato le spese alla struttura. Il dottor Deguise, chirurgo a Charenton, appoggia Coulmier nelle sue richieste, affermando che un eventuale trasferimento metterebbe in pericolo la vita del prigioniero. L'11 novembre, dinanzi alle richieste fatte anche dalla famiglia di posporre il trasferimento, il ministro accetta infine di rimandarlo al 15 aprile del 1809. Il 21 aprile di quell'anno il trasferimento è posticipato indefinitamente.
De Sade inizia nel 1810 a Charenton una relazione con la dodicenne Madeleine Leclerc, che durerà fino alla sua morte. Il 28 agosto 1810 vende i suoi possedimenti a Mazan a Calixte-Antoine-Alexandre Ripert per 56 462,50 franchi, somma che passa ai suoi figli. Il 18 ottobre dello stesso anno il conte di Montalivet, ministro dell'interno, rilascia una dura ordinanza:

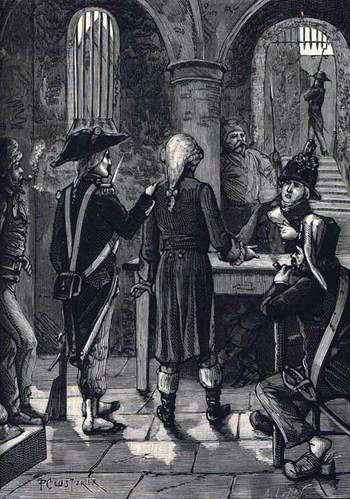
De Sade interrogato dalla polizia

Coulmier riconosce la validità delle direttive del ministro, ma fa notare che non è suo obbligo mantenere presso la sua struttura un'area isolata come gli si richiede: fa perciò richiesta di trasferimento per de Sade, e aggiunge che, nelle sue vesti di responsabile di un ente umanitario e rieducativo, si sente umiliato dall'essere utilizzato come carceriere o persecutore di uno dei suoi pazienti.
Il 6 febbraio 1811, la polizia redige un rapporto su due librai, Clémendot e Barba, accusati di aver distribuito copie di Justine a Parigi e nelle province francesi, oltre ad aver stampato e venduto incisioni ispirate al libro. De Sade, a seguito di tale denuncia, viene sottoposto a un duro interrogatorio a Charenton il 31 marzo. Lo stesso Napoleone, in una seduta del consiglio privato, si pronunciò sul marchese, decidendo di prolungare la sua detenzione e confermando anche in seguito la disposizione. Il 14 novembre de Sade è nuovamente interrogato, questa volta dal conte Corvetto: a differenza della volta precedente, viene trattato in maniera cortese. Il 31 marzo del 1813 ha luogo un altro, breve interrogatorio. Un ordine ministeriale vieta a de Sade la continuazione degli spettacoli teatrali a Charenton; il marchese si dedica alla stesura finale della Histoire secrète d'Isabelle de Bavière, completata nel settembre del 1813. Nello stesso anno si pubblica (anonimo) il libro La Marquise de Gange.

#### La malattia e la morte
Il 1814 vede l'abdicazione di Napoleone e l'ingresso trionfale a Parigi di Luigi XVIII. A Charenton il direttore Coulmier viene sostituito da Roulhac de Maupas. Questi, nel settembre dello stesso anno, fa richiesta al ministro dell'interno, l'abate di Montesquiou, di spostare il marchese in una struttura più idonea a causa della sua salute malferma che ne impedisce la carcerazione. Riporta inoltre che il figlio del marchese, nonostante le discrete condizioni economiche, si rifiuta di pagare ulteriormente i costi del ricovero nell'ospizio (ammontanti a 8 934 franchi). In ottobre il ministro dell'interno invita il conte Beugnot, direttore generale della polizia, a prendere provvedimenti circa la sistemazione futura di de Sade. In dicembre, tuttavia, le condizioni di salute di de Sade peggiorano al punto dal rendergli impossibile camminare.
Il 2 dicembre il marchese riceve la visita del figlio Donatien-Claude-Armand, che chiede al giovane medico L.J. Ramon di assisterlo durante la notte. Ramon si accorge che il respiro del prigioniero è rumoroso e difficoltoso, simile a un rantolo; mentre gli prepara un tè per cercare di alleviare la congestione polmonare di cui de Sade è sofferente da tempo, l'anziano marchese muore silenziosamente. Secondo quanto riportato nel rapporto ufficiale del direttore alla polizia, la causa del decesso è una «febbre adinamica gangrenosa» e un «edema acuto del polmone molto probabilmente di origine cardiaca.»
Nelle ultime volontà, D.A.F. de Sade esprime il desiderio di essere esposto dopo la morte nella sua stanza per 48 ore senza che alcuno lo tocchi, in seguito messo nudo in una semplice cassa e sepolto senza alcun segno di riconoscimento nella profondità della foresta nella sua proprietà di Malmaison presso Épernon. 
(Testamento di D.A.F. de Sade)
Compose anche il seguente epitaffio: «Passante / inginocchiati per pregare / accanto al più sfortunato degli uomini / Egli nacque nel secolo scorso / e morì in quello presente / Il dispotismo dal volto odioso / gli fece guerra in ogni tempo / Sotto i re questo mostro orrendo / s'impadronì interamente della sua vita / Sotto il Terrore riapparve / e mise Sade sul bordo dell'abisso / Sotto il Consolato risorse / e Sade ne fu ancora la vittima».

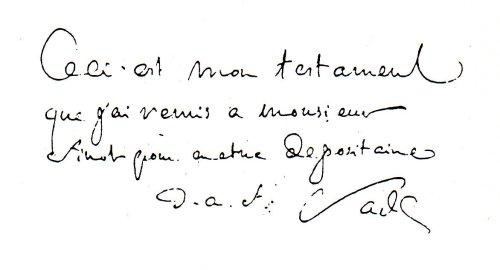
Estratto del testamento manoscritto del Marchese. Nell'ultima riga si vede la firma: D.A.F. Sade

L'inventario dei beni materiali lasciati dal marchese, ormai privato di proprietà e denaro di famiglia, è il seguente: 40 franchi e 50 centesimi, un ritratto a olio del padre, 4 miniature, pacchetti di documenti, una cassa contenente 21 manoscritti, una libreria di 269 volumi tra cui il Don Chisciotte della Mancia e le opere complete di Jean-Jacques Rousseau e di Voltaire, poi Le ricreazioni matematiche, L'arte di comunicare le idee, un Saggio sulle malattie pericolose, Il pornografo di Restif de la Bretonne e infine una Storia della Maschera di ferro.
Nonostante le sue disposizioni testamentarie, venne sepolto nel cimitero di Charenton sotto una croce cristiana senza nome, malgrado non avesse mai espresso il desiderio di convertirsi, anzi avesse ribadito il suo ateismo; il costo dell'inumazione ammonta a 65 livres così ripartite: 20 per la croce, 10 per la bara, 6 per la cappella mortuaria, 9 per le candele, 6 per il cappellano, 8 per i portatori e 6 per l'inumatore. Il cranio viene in seguito rimosso dalla bara per investigazioni pseudoscientifiche di frenologia, e consegnato al dottor Ramon, che lo darà poi a un collega americano (verrà poi smarrito, ed esistono diversi crani attribuiti, e diverse leggende). Il corpo fu infatti esumato e trasferito in altra tomba nello stesso luogo già nel 1818. Oggi non è più individuabile il luogo di sepoltura originale, essendo il cimitero completamente rimaneggiato, cosicché la tomba non è rintracciabile, come da desiderio testamentario di de Sade. A Épernon è stato invece eretto un monumento con lapide commemorativa, e la volontà del Marchese di essere sepolto nel bosco della sua proprietà è quindi stata parzialmente rispettata.
Poco dopo la morte, il figlio maggiore fece bruciare tutti i manoscritti del padre non pubblicati; questi comprendevano anche l'immensa opera in più volumi Les Journées de Florbelle, andata quindi completamente perduta.

## De Sade e la critica
Numerosi studiosi e scrittori, in particolare coloro che si sono interessati allo studio della sessualità, sono stati attratti e al contempo respinti dalla produzione di de Sade. Simone de Beauvoir (nel suo saggio Dobbiamo bruciare Sade?, pubblicato su Les Temps modernes, nel dicembre del 1951 e nel gennaio del 1952) e altri scrittori hanno ravvisato negli scritti del "divin marchese" componenti riconducibili alla filosofia radicale della libertà, in qualche modo anticipatrici dell'esistenzialismo moderno. De Sade è stato accostato anche a Sigmund Freud, laddove focalizza la sua attenzione sulla sessualità come fattore scatenante delle azioni umane. Il surrealismo lo ammirò parimenti come uno dei suoi precursori: lo stesso Guillaume Apollinaire definì de Sade come «...lo spirito più libero mai esistito».

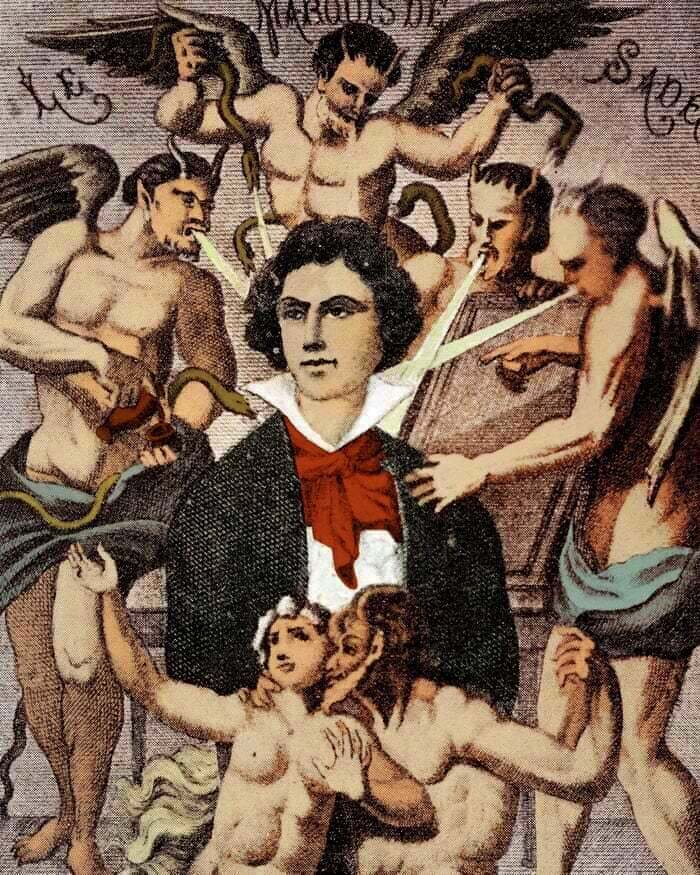
Ritratto immaginario del Marchese de Sade di H. Biberstein in L'Œuvre du marquis de Sade, Guillaume Appolinaire (Edit.), Bibliothèque des Curieux, Parigi, 1912

Fëdor Dostoevskij, dalla lettura di de Sade, ricavava invece la propensione al sadismo e alla sopraffazione del forte sul debole presente nell'umanità (raffigurata poi in diversi personaggi dei suoi libri, come il Principe di Umiliati e offesi, Svidrigajlov di Delitto e castigo e Stavrogin de I demoni, immorali e corrotti, ma destinati poi alla crisi personale e al suicidio), e si convince che solo la fede cristiana possa attenuarla. Per l'autore russo de Sade è uno degli esempi razionali per cui «una volta ripudiato Cristo, l'intelletto umano può giungere a risultati stupefacenti» poiché «vivere senza Dio è un rompicapo e un tormento. L'uomo non può vivere senza inginocchiarsi davanti a qualcosa. Se l'uomo rifiuta Dio, si inginocchia davanti a un idolo. Siamo tutti idolatri, non atei». Ne I fratelli Karamazov uno dei personaggi, il tormentato Ivàn Karamazov, pronuncia - in un dialogo col fratello Alëša che ha intrapreso la carriera religiosa - la celebre frase: «Se Dio non esiste, tutto è permesso», che richiama diverse affermazioni sadiane.
Pierre Klossowski, nel suo libro del 1947, Sade prossimo mio (intitolato anche Sade il mio vicino e in originale Sade Mon Prochain), reputò la filosofia sadiana come precorritrice del nichilismo, negante sia i valori cristiani sia quelli del materialismo propri dell'Illuminismo. Uno dei saggi contenuti nella raccolta redatta da Max Horkheimer e Theodor W. Adorno Dialettica dell'illuminismo (1947), intitolato Juliette o illuminismo e morale, interpreta l'atteggiamento senza scrupoli e profondamente calcolatore della protagonista de L'Histoire de Juliette come una vera e propria incarnazione della filosofia posta alla base dell'Illuminismo materialista. Analogamente lo psicanalista Jacques Lacan, in un suo saggio del 1966 dal titolo Kant avec Sade giudicò l'etica sadiana un complemento dell'imperativo categorico originariamente postulato da Immanuel Kant.
In un suo libro del 1988 intitolato Political Theory and Modernity, William E. Connolly analizza la Filosofia nel boudoir, reputandolo un elemento di rottura rispetto alla tradizionale posizione dei filosofi politici, in primis Rousseau e Hobbes, e ai loro tentativi di riconciliazione tra natura, ragione e virtù, fondamento e condizione necessaria di una società razionalmente strutturata.
Nel saggio The Sadeian Woman: And the Ideology of Pornography (1979), Angela Carter fornisce invece una lettura di taglio femminista, giudicandolo positivamente come un "pornografo morale" che nei suoi scritti ha lasciato ampi spazi all'azione di personaggi femminili, rovesciando la posizione di un'altra femminista, Andrea Dworkin, che aveva criticato de Sade come misogino, facendo propria l'idea che la pornografia porti inevitabilmente alla violenza sessuale. Susie Bright ha trovato sorprendenti parallelismi tra il primo racconto della Dworkin, Ice and Fire, incentrato sulla violenza e sull'abuso, reputandolo una riscrittura in chiave moderna del libro sadiano Juliette.

## Pensiero politico
Nei suoi scritti politici de Sade condanna il potere, la nobiltà, la religione, lo schiavismo, lo Stato, la morale sessuale e familiare e tutte le consuetudini del suo tempo, esaltando unicamente il libertinismo, proclamandosi repubblicano, individualista e, al tempo stesso, socialista. Spesso è considerato un precursore anche dell'anarco-individualismo. Il pensiero politico di de Sade non fornisce un sistema coerente e realistico, limitandosi a essere spesso la trasposizione provocatoria del suo stile di vita e della sua arte. Come delegato di sezione alla Convenzione nazionale fu inizialmente simile, adeguandosi fin troppo al nuovo clima, agli Enragés (l'estrema sinistra non parlamentare), con posizioni libertarie, ma in seguito spaventato dagli esiti del Regime del Terrore (e forse dal troppo moralismo) divenne infatti abbastanza moderato, al punto di dimettersi poiché in contrasto con i giacobini (estrema sinistra parlamentare), e poi con il Direttorio, secondo lui invece troppo moderato in questioni etiche.

## Stile, filosofia e influenza culturale
(La filosofia nel boudoir)
(Dialogo tra un prete e un moribondo)
Nella cultura troviamo numerosi riferimenti al marchese de Sade, con influenze in ambito letterario, teatrale, cinematografico e pittorico. Il termine "sadismo" deriva dal suo nome: viene impiegato per designare violenza, fisica o verbale di natura sessuale e no, con analogie ai contenuti presenti nei racconti del marchese. Nella cultura moderna le opere sadiane sono allo stesso tempo considerate capolavori sociologici (nella loro analisi delle dinamiche del potere e della sopraffazione) ed erotici. Il linguaggio esplicito che si ritrova in esse ha una finalità ben precisa: quella di mettere sotto accusa i valori ipocriti e la corruzione morale dell'élite a lui contemporanea, risultando inoltre una manifestazione di lotta per la libertà di parola; in alcune opere si ritrova una velata critica sociale.

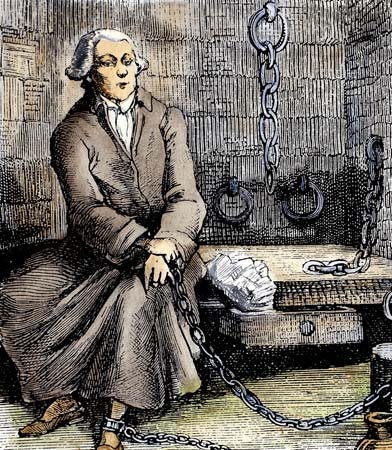
De Sade imprigionato

Alla critica e alla provocazione hanno fatto riferimento gli intellettuali moderni, che in una riscoperta delle opere di de Sade hanno messo al centro della loro analisi anche l'estremo individualismo dell'autore, ritenuto un antesignano della cultura liberale e anarchica dei secoli a lui successivi. Nella seconda metà del XX secolo si è assistito a una crescita notevole dell'interesse nei confronti di de Sade, un ritorno in auge che si deve all'opera di studio - dopo l'interesse dei surrealisti come Guillame Apollinaire e André Breton - cominciata da Roland Barthes, Jacques Derrida e Michel Foucault negli anni cinquanta e sessanta.
De Sade, attraverso le perversioni e analizzando sé stesso e le proprie fantasie, giunge all'idea che le vere motivazioni umane scaturiscano dal profondo, anticipando la teoria delle pulsioni sessuali, distruttive e conservative di Sigmund Freud (Al di là del principio di piacere), il padre della psicoanalisi. Il marchese usa mettere una morale nei propri scritti che sia essa l'ateismo, la libertà, o la sua convinzione sulla malvagità intrinseca dell'uomo, una legge della giungla umana (Homo homini lupus). Egli, inseguendo l'Eros e la distruzione, giunge al Nulla, una sorta di nichilismo ateo ed esistenzialista, che verrà approfondito da molti intellettuali successivi in maniera completamente diversa, ma giungendo a conclusioni simili. La felicità per de Sade è breve e illusoria, ed egli è in fondo un pessimista.

### Teatro
- L'opera di Peter Weiss intitolata The Persecution and Assassination of Jean-Paul Marat o brevemente Marat/Sade, è una descrizione immaginaria della vita di de Sade a Charenton. In questa trasposizione, il marchese è dipinto come un cinico, che in ogni sua azione è guidato dai sensi. La sua figura viene posta in contrasto con quella di Jean-Paul Marat, simboleggiante lo spirito della rivoluzione.[74]
- Lo scrittore giapponese Yukio Mishima scrisse un'opera teatrale intitolata Madame de Sade.
- Lo scrittore e attore canadese Barry Yzereef ha scritto il testo di una rappresentazione intitolata Sade, un monologo del marchese ambientato nella prigione di Vincennes.
- Doug Wright ha realizzato una commedia, Quills, surreale descrizione dei tentativi di censura attuati contro de Sade a Charenton; la rappresentazione teatrale è stata adattata per la realizzazione di un film omonimo.
- La Fura dels Baus hanno messo in scena una loro produzione, XXX, basata sulle opere e sul pensiero di de Sade.
- Lost Cherry Orchard è un dramma interpretato dalla compagnia teatrale ceca Depressed Children Long for Money (Depresivní děti touží po penězích) ed è basato su La filosofia nel boudoir di de Sade e su Il giardino dei ciliegi di Anton Čechov.
- Enrico Frattaroli ha messo in scena, tra il 2002 e il 2009, cinque opere teatrali basate sull'opera e sulla filosofia del marchese de Sade: SADE neroluce (Roma, Carcere del San Michele, 2002), SADE cum figuris (Roma, Palazzo Braschi, 2002), SADE ex machina (Terni, Videocentro, 2003), SADE per speculum (Ferrara, Chiesa sconsacrata di San Francesco, 2004), SADE opus contra naturam (Roma, Carcere del San Michele, 2007), SADE opus contra naturam / Voyage en Italie (Napoli. Teatro Festival Italia, Real Albergo dei Poveri, 2009).

### Cinema
La vita e gli scritti di de Sade hanno ispirato numerose pellicole. Fra i registi che hanno lavorato su de Sade spiccano in particolare i nomi di Luis Buñuel (il primo cineasta a citare de Sade in un film), Peter Brook, Jesús Franco e Pier Paolo Pasolini. Rappresentazioni delle opere di de Sade cominciarono ad apparire a partire dal periodo surrealista. Ecco una lista di alcuni film (tralasciando gli innumerevoli a carattere esclusivamente pornografico, il più famoso Il marchese de Sade di Joe D'Amato del 1994, in cui il ruolo di de Sade è interpretato dalla celebre pornostar Rocco Siffredi) basati sulla sua vita e sulle sue opere letterarie:

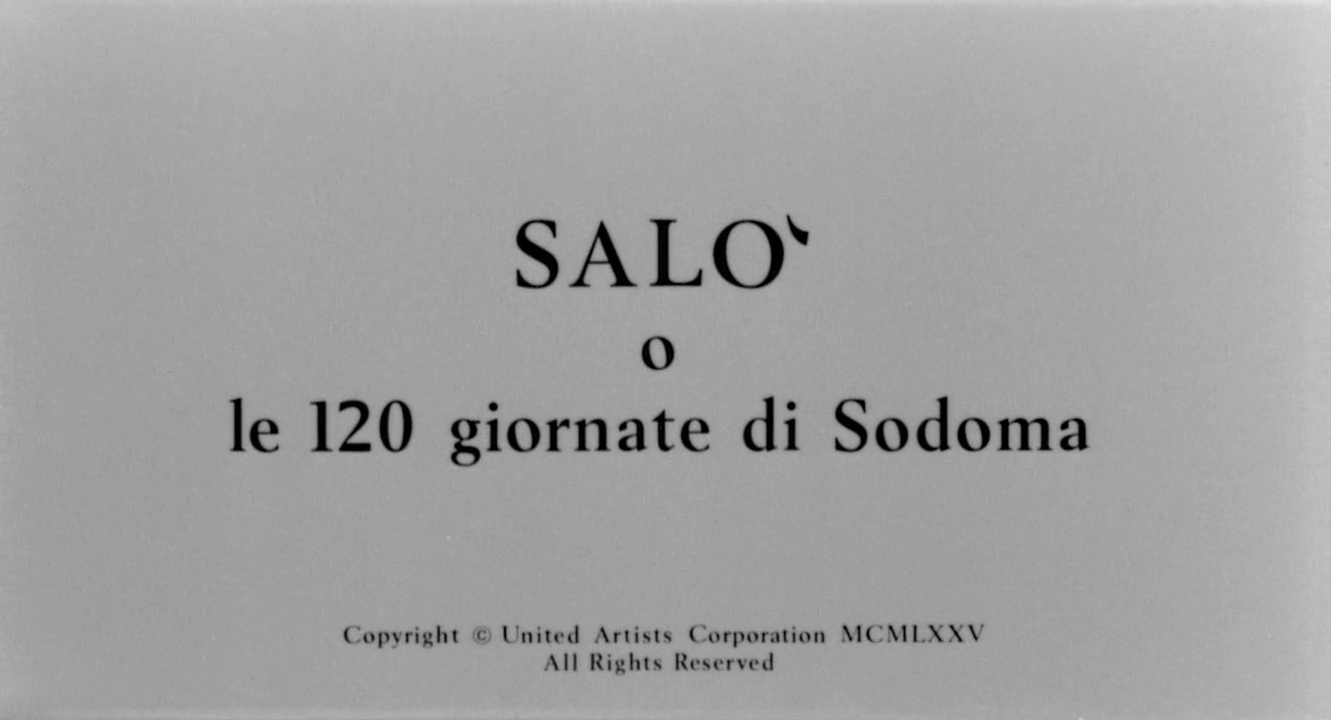
Titoli di testa di Salò o le 120 giornate di Sodoma, film di Pier Paolo Pasolini, tratto da Le 120 giornate di Sodoma di de Sade

- L'âge d'or (1930), nato dalla collaborazione tra il regista Luis Buñuel e l'artista surrealista Salvador Dalí. La scena finale, ispirata alle 120 giornate di Sodoma, mostra una conclusione, non presente nel libro, con i libertini, accompagnati da una figura cristologica, impersonata dall'attore Lionel Salem, che emergono dal loro rifugio nel castello di Silling. La figura di de Sade ritornerà, interpretata da Michel Piccoli, nel successivo film La via lattea, diretto da Buñuel nel 1969.
- Il teschio maledetto (1966), film horror britannico basato sul racconto di Robert Bloch intitolato The Skull of the Marquis de Sade. Peter Cushing interpreta un collezionista il cui corpo viene posseduto dallo spirito del marchese quando entra in possesso del cranio di questi. Il marchese appare nel prologo come un corpo in decomposizione dissepolto da un saccheggiatore di tombe. In un'altra scena un personaggio fa un breve racconto della vita di de Sade, enfatizzandone la reputazione di "uomo nero".
- Marat-Sade, Il film del 1966, (titolo originale Marat/Sade) diretto da Peter Brook, che diresse anche la prima produzione in lingua inglese su questo soggetto. Patrick Magee interpreta il marchese.
- Justine, ovvero le disavventure della virtù (in francese Marquis de Sade: Justine), diretto da Jesús Franco (1968). Klaus Kinski assume le vesti del marchese, apparendo nella cella mentre scrive il romanzo cui fa riferimento il titolo. Romina Power interpreta invece la protagonista.

Klaus Kinski interpreta Sade prigioniero in Justine, ovvero le disavventure della virtù di Jess Franco

- La via lattea (1969), diretto da Luis Buñuel.
- De Sade (1969), versione romanticizzata della vita di de Sade, scritto da Richard Matheson e diretto da Cy Endfield. Al momento della sua proiezione ebbe grande notorietà e vari contenuti sessuali in esso presenti vennero ripresi da Playboy per una serie di pubblicazioni a essi ispirata. Keir Dullea interpreta il marchese (che nel film viene chiamato con il nome Louis-Aldonze-Donatien) in un cast che include tra gli altri Lilli Palmer, Senta Berger, Anna Massey, e John Huston.
- De Sade 70 [conosciuto anche con il titolo La filosofia nel boudoir; titolo per la Spagna: Philosophy in the Boudoir; titolo per il mondo anglofono: Eugenie... The Story of Her Journey into Perversion; titolo per la Germania: Wildkatzen] (1969). Un altro film di Franco, con Christopher Lee nel ruolo di Dolmancé.
- De Sade 2000 (Eugénie, conosciuto anche con il titolo Eugénie de Sade), un altro adattamento di Jesús Franco (1970). Questa volta Franco ripropone il testo "Eugénie de Franval", collocandolo nel XX secolo.
- Justine de Sade, diretto da Claude Pierson (1972).
- Salò o le 120 giornate di Sodoma, diretto da Pier Paolo Pasolini (1975). Il romanzo sadiano viene collocato nell'Italia fascista.
- Cruel Passion (1977), una riproposizione di De Sade's Justine, con Koo Stark nelle vesti dell'eroina vittima di innumerevoli sevizie.
- Waxwork - Benvenuti al museo delle cere (1988), un horror. In questo film le persone, una volta disegnate su dei tableaux in una camera degli orrori, entrano nelle vite di coloro che erano originariamente rappresentati. Due personaggi sono così trasportati nel mondo del marchese, dove vengono torturati da de Sade (J. Kenneth Campbell) e da un principe, interpretato da Anthony Hickox.
- Marquis (1989), una produzione franco-belga che combina l'utilizzo di pupazzi e l'animazione per descrivere la vita del marchese (doppiato da François Marthouret) mentre è imprigionato nella Bastiglia.

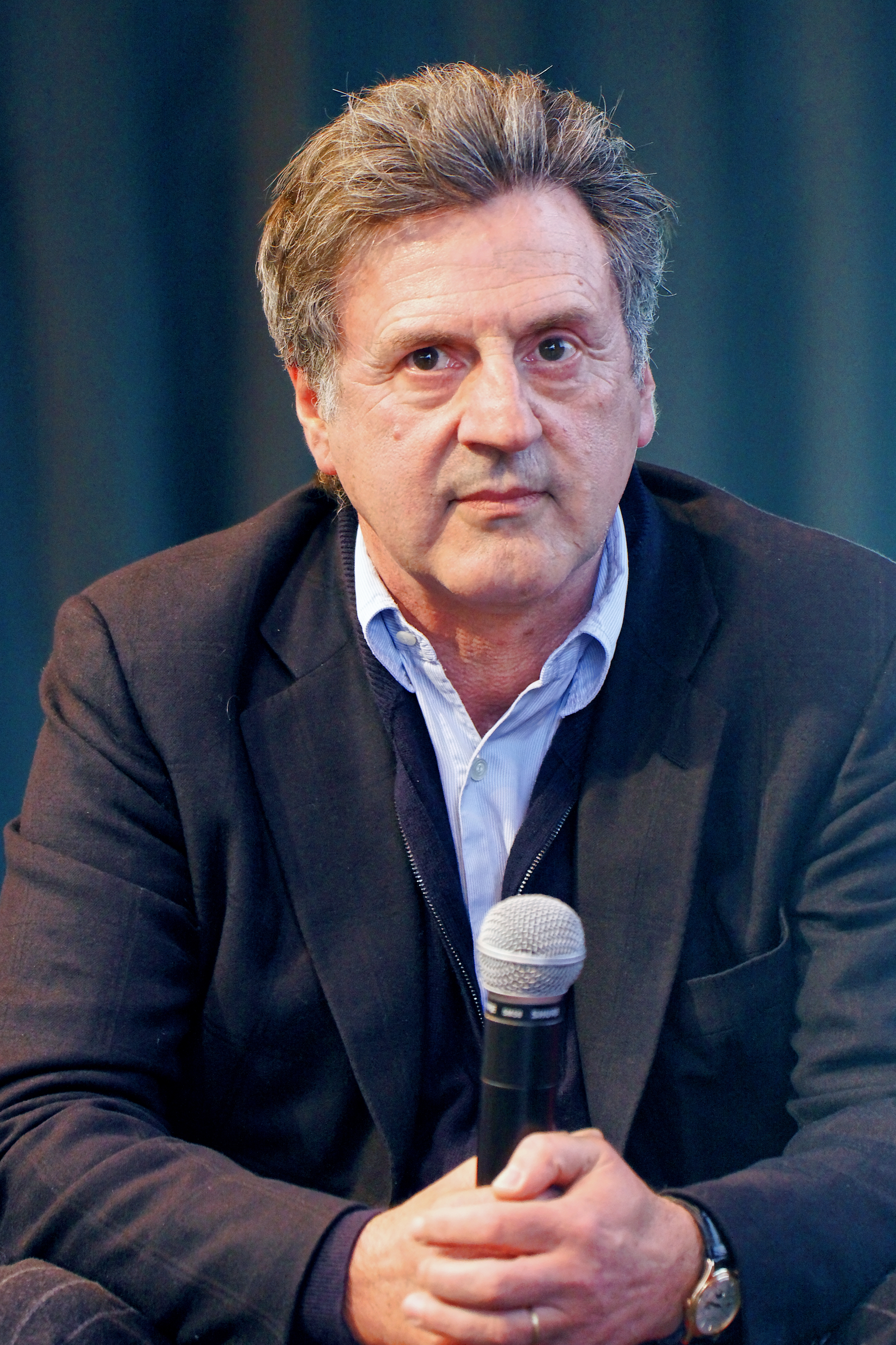
Daniel Auteuil interpretò Sade nell'omonimo film del 2000

- Le notti proibite del Marchese De Sade [Night Terrors, titolo in inglese] (1993), un film horror di Tobe Hooper, che pone l'accento sulla natura malvagia del marchese. La rappresentazione degli ultimi giorni del marchese viene intercalata con la vicenda di un suo discendente contemporaneo, un serial killer. Tobe Hooper è il regista, mentre l'icona horror Robert Englund interpreta de Sade e il suo discendente.
- Marquis de Sade (1996). Il marchese (Nick Mancuso) seduce una giovane vergine dalla sua cella ove è rinchiuso.
- Sade - Segui l'istinto (2000), diretto da Benoît Jacquot. Daniel Auteuil interpreta de Sade, imprigionato in una villa in campagna con altri nobili a causa della rivoluzione. Troviamo il marchese impegnato nell'educazione sessuale e filosofica di una giovane.

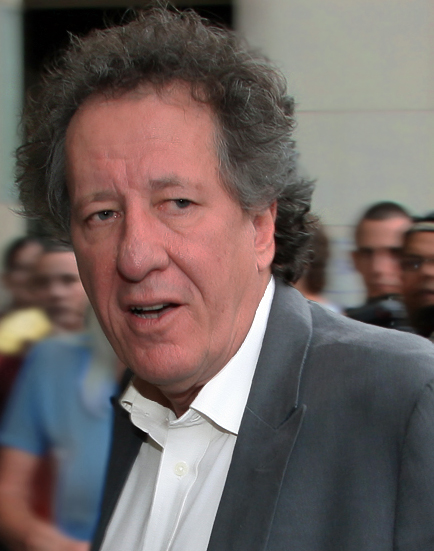
Geoffrey Rush ha interpretato de Sade in Quills

- Quills - La penna dello scandalo (2000), un adattamento dell'opera teatrale di Doug Wright fatta dal regista Philip Kaufman. Si tratta di una versione romanticizzata degli ultimi giorni di de Sade, che si interroga sulla questione della pornografia e della responsabilità sociale. Troviamo Geoffrey Rush nel ruolo di de Sade in un cast che include anche Kate Winslet, Joaquin Phoenix, e Michael Caine. Il film ritrae de Sade come un paladino della libertà di espressione, in un'ottica più ampia di critica alla censura dei giorni nostri.[77]
- Lunacy o Šílení (2005): produzione ceca diretta da Jan Švankmajer. Trae ispirazione sia dai racconti del terrore di Edgar Allan Poe sia dalle opere del marchese de Sade.
- L'educazione sentimentale di Eugénie di Antonello Grimaldi (2005)
- Justine di Jac Avila (2016)

### Programmi televisivi
- Markisinnan De Sade: telefilm di Ingmar Bergman del 1992.

### Letteratura
- Il pornografo Restif de la Bretonne contemporaneo di de Sade e suo rivale pubblicò nel 1793 un romanzo intitolato Anti-Justine.
- Anon, Le Marquis de Sade, ses aventures, ses œuvres, Fayard, 1885. Pubblicato originariamente su L'Omnibus.
- Rachilde, La Marquise de Sade, 1887, nuova edizione Gallimard, 1996
- Georges Bataille utilizzò le tecniche di scrittura di de Sade applicate per descrivere trasgressioni sessuali al fine di scioccare e provocare il lettore.
- Bloch ha scritto anche un racconto intitolato The Skull of the Marquis de Sade, nel quale si racconta di un collezionista il cui corpo viene posseduto dallo spirito del marchese dopo che è entrato in possesso del cranio di questi. La storia è stata adattata nel film The Skull (1966), con Peter Cushing e Patrick Wymark.
- Lo scrittore polacco Stanisław Lem ha scritto un saggio nel quale analizza gli argomenti della teoria dei giochi esposti nella novella di de Sade Justine.
- The Marquis Doll Adventures, una novella di Paula Hopkins, delinea un mondo futuro abitato da personaggi dai tratti sadiani.

### Musica
- La canzone del 1990 Sadeness (così come la raccolta di cui è parte, Principles of Lust), creata dal "musical project" Enigma, è un omaggio al marchese de Sade, che ne è anche il tema ispiratore.
- Il DJ e produttore olandese Dov J. Elkabas, noto come The Prophet, ha usato il nome "MarQuiz De Sade" per la pubblicazione del vinile MarQ 1. Tale disco contiene le tracce Sadizm, The Brother MarQuiz e S.O.A.B.
- Il cantautore italiano Immanuel Casto ha citato più volte il Marchese de Sade nel brano Bondage, terza traccia della raccolta musicale Porn Groove 2004/2009.
- Donatien Alphonse François De Sade é il titolo di una canzone del cantautore Giuseppe Cutrò.
- Indirettamente viene citato dal gruppo italiano dei Baustelle, tramite il richiamo al romanzo Justine, nella canzone Eurofestival tratta dall'album L'amore e la violenza del 2017 ("vieni Justine in questo mondo d'amore e di violenza").

### Fumetti
- Il Marchese de Sade è stato il protagonista di un omonimo fumetto avventuroso ed erotico italiano, De Sade, pubblicato negli anni settanta dalla Ediperiodici, casa editrice specializzata nella fumetteria per adulti a sfondo sessuale e horror.
- È anche uno dei personaggi della serie a fumetti Invisibles di Grant Morrison. In particolare, i protagonisti della serie compiono un viaggio "psico-temporale" nella Francia del Terrore allo scopo di riportare con loro nel presente lo spirito di de Sade. Tuttavia, a causa dell'interposizione dei loro nemici rimangono intrappolati in un mondo fittizio in cui le 120 giornate di Sodoma sono la realtà. Alla fine però riescono nel loro intento e il marchese, ambientato ai giorni nostri, finisce per costruire un colossale accumulatore orgonico grazie a tutte le sue conoscenze nel campo della sessualità distorta.
- Guido Crepax, nelle sue "graphic novels", traspone in forma attenuata il romanzo di Justine.
- Il personaggio della DC Comics Desaad, creato da Jack Kirby in Nuovi Dei #2 (1971), è ispirato a de Sade. La sua assistente, Lady Justeen, creata da Walter Simonson in Orion #1 (2000), è analogamente ispirata alla sadiana Justine.

### Videogiochi
- Il Marchese è presente nel videogame Assassin's Creed: Unity, ambientato proprio nell’epoca della Rivoluzione francese e lo si vede varie volte interagire con il protagonista della storia.

## Opere
Le opere sono ordinate in ordine cronologico di pubblicazione.

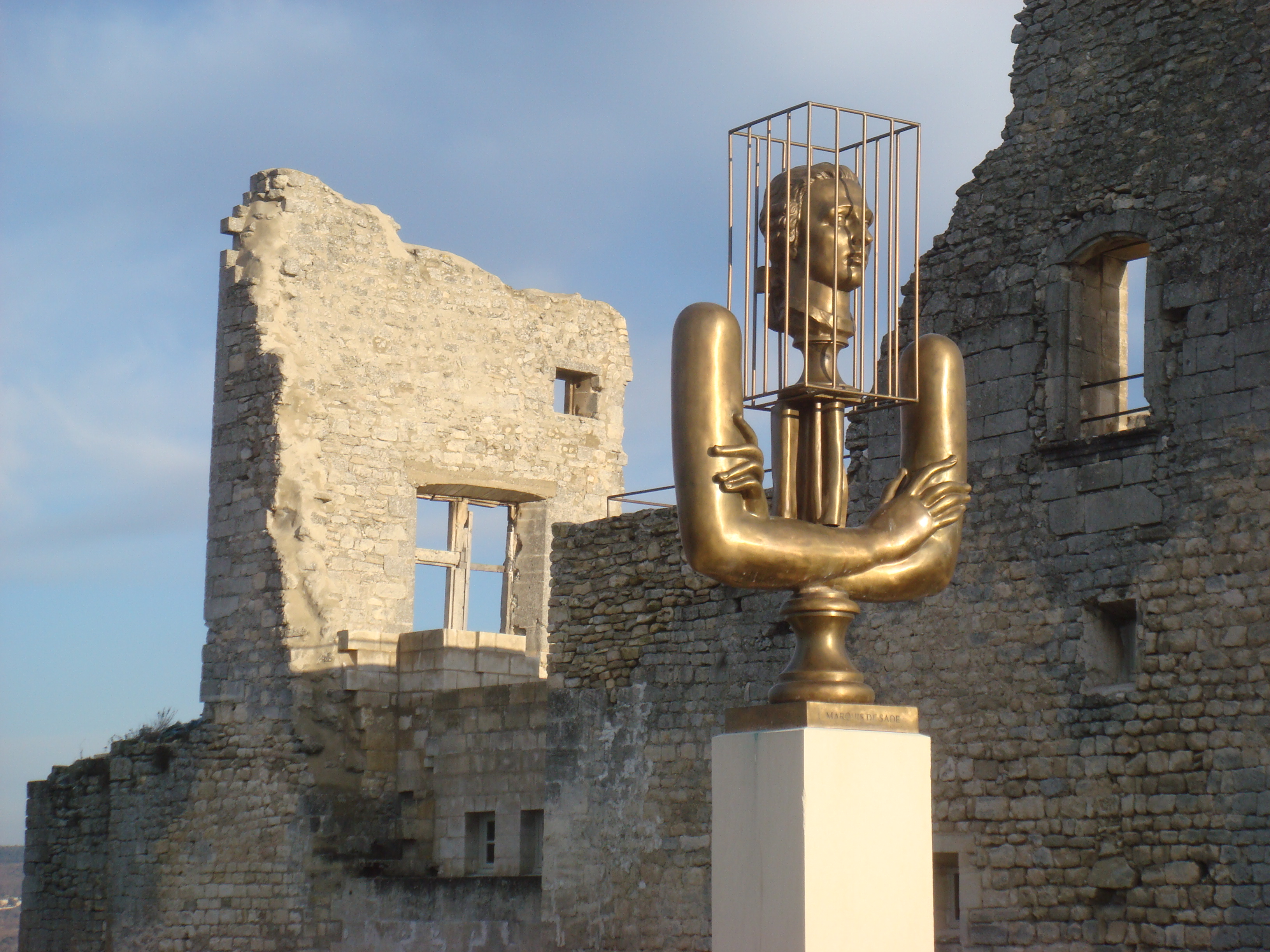
Monumento eretto in onore del Marchese de Sade di fronte al castello di Lacoste (Vaucluse)

### Romanzi e novelle
- 1791: Justine o le disavventure della virtù (Justine ou les Malheurs de la vertu), manoscritto datato 1788, versione originaria poi ampliata del 1787.
  - 1799: La nuova Justine, ovvero Le sciagure della virtù (La Nouvelle Justine, ou les Malheurs de la vertu), continuazione di Justine ou les Malheurs de la vertu.
- 1795: Aline e Valcour, ovvero Il romanzo filosofico (Aline et Valcour, ou le Roman philosophique), manoscritto datato 1788.
- 1795: La filosofia nel boudoir (La Philosophie dans le boudoir).
- 1800: I crimini dell'amore, novelle eroiche e tragiche (Les Crimes de l'amour, Nouvelles héroïques et tragiques), intitolato anche I criminali dell'amore. Sadismo e crudeltà di un amore impossibile, traduzione di Filippo D'Angelo, L'orma editore, Roma 2014, ISBN 978-88-980-3846-6.
  - Prefazione
    - Un'idea sui romanzi (Une Idée sur les romans).

  - vol. I:
    - Juliette e Raunai, ovvero La cospirazione d'Amboise (Juliette et Raunai, ou la Conspiration d'Amboise).
    - La doppia prova, intitolato anche La doppia prova ovvero La rivale di sua figlia (La Double Épreuve).

- - vol. II:
    - Prefazione
      - Lettera della Nelmours

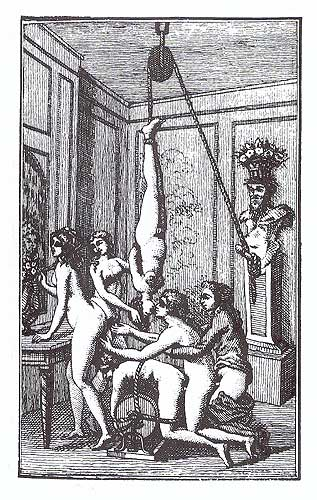
Illustrazione per Juliette e La nuova Justine

    - La contessa di Sancerre ovvero La rivale di sua figlia (La Comtesse de Sancerre, ou la Rivalle de sa fille)
    - Miss Henriette Stralson, ovvero Gli effetti della disperazione (Miss Henriette Stralson, ou les Effets du désespoir)
    - Faxelange, ovvero I torti dell'ambizione (Faxelange, ou les Torts de l'ambition)
    - Florville e Courval, ovvero Il fatalismo, intitolato anche più brevemente Florville e Courval o anche Le sciagure di Florville. Quando l'assurdo diventa realtà (Florville et Courval, ou le Fatalisme)

  - vol. III:
    - Rodrigue, ovvero La torre incantata (Rodrigue, ou la Tour enchantée)
    - Laurence e Antonio (Laurence et Antonio)
    - Ernestine (Ernestine)

  - vol. IV:
    - I criminali dell'amore. Eugenia di Franval (Eugénie de Franval)
      - I storia

    - Dorgeville, ovvero Il criminale per virtù (Dorgeville, ou le Criminel par vertu)
      - II storia
- 1801: Storia di Juliette, ovvero La prosperità del vizio (Histoire de Juliette, ou les Prospérités du vice), continuazione de La Nouvelle Justine, ou les Malheurs de la vertu.
- 1813: La marchesa di Gange (La Marquise de Gange)
- 1881: Dorci, ovvero La stranezza della sorte (Dorci, ou la Bizarrerie du sort), manoscritto datato 1788.
- 1904: Le 120 giornate di Sodoma, ovvero La scuola di libertinaggio (Les 120 journées de Sodome, ou l'École du libertinage), manoscritto datato 1785.
- 1926: Dialogo tra un prete e un moribondo (Dialogue entre un prêtre et un moribond), manoscritto datato 1782.
- 1926: Storie, racconti e favole, intitolato anche Histoirettes. Storielle piccanti del XVIII secolo (Historiettes, Contes et Fabliaux), manoscritto datato 1788.
  - Prefazione
  - Histoirettes:
    - Prologo
    - Il serpente (Le Serpent)
    - La battuta del guascone (La Saillie Gasconne)
    - La felicità finta, rititolato Una finzione felice (L'Heureuse Feinte)
    - Punizione di un ruffiano (Le M... puni)
    - Il vescovo impantanato (L'Évêque embourbé)
    - Il redivivo, rititolato Il fantasma (Le Revenant)
    - Gli oratori provenzali (Les Harangueurs Provençaux)
    - Imbrogliatemi sempre in questo modo (Attrapez-moi toujours de même)
    - Il coniuge compiacente, intitolato anche Lo sposo compiacente (L'Époux complaisant)
    - Avventura incomprensibile, intitolato anche Un'avventura incomprensibile, attestata da un'intera provincia (Aventure incompréhensible)
    - Il fiore di castagno, intitolato anche Il fiore del castagno (La Fleur de châtaignier)

  - Contes et Fabliaux:
    - L'istitutore filosofo, intitolato anche Il filosofo istruttore (L'Instituteur philosophe)
    - La prudenza, ovvero L'incontro imprevisto, intitolato anche La pudica o l'incontro inatteso (La Prude, ou la Rencontre imprévue)
    - Émilie de Tourville, ovvero la crudeltà fraterna, intitolato anche Emilia di Tourville o la crudeltà fraterna o anche La storia della signorina di Tourville (Émilie de Tourville, ou la Cruauté fraternelle)
    - Augustine de Villeblanche, ovvero Lo stratagemma dell'amore, intitolato anche Agostina di Villeblanche o lo stratagemma dell'amore (Augustine de Villeblanche, ou le Stratagème de l'amour)
    - Sia fatto secondo la richiesta (Soit fait ainsi qu'il est requis)
    - Il signore di Fontanis. Uno sconosciuto De Sade umorista-piccante, intitolato anche più brevemente Il signore di Fontanis, o anche Il signore di Fontanis ovvero Il presidente burlato, o anche Il giudice beffato (Le Président mystifié)
      - Prefazione del "Signore di Fontanis"

    - La marchesa di Thélème, ovvero Gli effetti del libertinaggio (La Marquise de Thélème, ou les Effets du libertinage)
    - Il taglione (Le Talion)
    - Il cornuto di se stesso ovvero La riconciliazione prevista (Le Cocu de lui-même, ou le Raccommodement imprévu)
    - C'è posto per due (Il y a place pour deux)
    - Lo sposo emendato (L'Époux corrigé)
    - Il marito prete. Racconto provenzale (Le Mari prêtre)
    - La castellana di Longeville o la donna vendicata (La Châtelaine de Longeville, ou la Femme vengée)
    - I ladri (Les Filous)

  - Appendice:
    - Les Dangers de la bienfaisance
- 1930: Le disavventure della virtù (Les Infortunes de la vertu), manoscritto datato 1787, versione originaria di Justine (1788).
- 1953: Storia segreta di Isabella di Baviera, regina di Francia (Histoire secrète d'Isabelle de Bavière, reine de France), manoscritto datato 1814.
- 1964: Adelaide di Brunswick, principessa di Sassonia (Adélaïde de Brunswick, princesse de Saxe), manoscritto datato 1812.
- Le giornate di Florebelle o la natura disvelata (Les Journées de Florbelle ou la Nature dévoilée), opera distrutta.
- Les Delassements du libertin, ou la Neuvaine de Cythere, opera distrutta.
- La Fine Mouche, opera distrutta.
- L'Heureux Echange, opera distrutta.
- Les Inconvenients de la pitié, opera distrutta.
- Les Reliques, opera distrutta.
- Le Curé de Prato, opera distrutta.

### Opere teatrali
- 1781: L'incostante (L'Inconstant)
- 1783: La doppia prova, ovvero Il prevaricatore (La Double Épreuve, ou le Prévaricateur), tragedia.
- 1783: Il marito credulone, ovvero La folle prova (Le Mari crédule, ou la Folle Épreuve), commedia.
- 1800: Oxtiern, ovvero Le sfortune del libertinaggio (Oxtiern, ou les Malheurs du libertinage), prima rappresentazione del 1791.
- 1967: Il filosofo autoproclamato (Le Philosophe soi-disant)
- 1970: Gli antiquari (Les Antiquaires), manoscritto datato 1790.
- 1970: La stanza da letto (Le Boudoir)
- 1970: La capricciosa (Le Capricieux)
- 1970: La raffigurazione della sfortuna (L'Égarement de l'infortune), andato parzialmente perduto.
- 1970: Fanni, ovvero gli effetti della disperazione (Fanni, ou les Effets du désespoir), manoscritto datato 1790.
- 1970: Le feste dell'amicizia (Les Fêtes de l'Amitié), manoscritto datato 1790.
- 1970: Immunità e tradimento (Franchise et trahison), manoscritto datato 1790.
- 1970: Henriette e Saint-Clair (Henriette et Saint-Clair), andato parzialmente perduto.
- 1970: Jeanne Lainé, ovvero L'assedio di Beauvais (Jeanne Lainé, ou le Siège de Beauvais)
- 1970: Le gemelle, ovvero La difficile scelta (Les Jumelles, ou les Choix difficile)
- 1970: Sophie e Desfrancs, il misantropo per amore (Sophie et Desfrancs, le Misanthrope par amour)
- 1970: Tancredi (Tancrède), andato parzialmente perduto.
- 1970: La torre incantata (La Tour enchantée)
- 1970: L'unione delle arti (L'Union des arts ou les Ruses de l'amour), in due parti, parzialmente perdute: Divertissement e La Fille malheureuse.
- Henriette, ovvero La voce della natura (Henriette, ou la Voix de la nature)
- Lo stratagemma dell'amore, ovvero I sei spettacoli (La Ruse d'amour, ou les Six Spectacles)
- Il mutante, ovvero L'uomo cangiante (Le Métamiste, ou l'Homme changeant)
- Lo spergiuro (Le Suborneur)

### Poesie
- 1961: La verità (La Vérité), manoscritto datato 1787.

### Scritti politici
- 1791: Discorso di un cittadino di Parigi al re dei Francesi (Adresse d'un citoyen de Paris, au roi des Français)
- 28 ottobre 1792: Sezione di Piques. Osservazioni presentate all'Assemblea amministrativa degli ospedali (Section des Piques. Observations présentées à l'Assemblée administrative des hôpitaux)
- 2 novembre 1792: Sezione di Piques. Proposte sulle modalità di punizione di Luigi, da un cittadino di questa sezione (Section des Piques. Idée sur le mode de la sanction des Lois, par un citoyen de cette section)
- 1793: Sezione di Piques. Discorso pronunciato alla festa di premiazione della sezione di Piques, al cospetto di Marat e Le Pelletier, da Sade, cittadino di questa sezione e membro della Società popolare (Section des Piques. Discours prononcé à la Fête décernée par la Section des Piques, aux mânes de Marat et de Le Pelletier, par Sade, citoyen de cette section et membre de la Société populaire)
- 1793: Petizione della sezione di Piques ai rappresentanti del popolo francese (Pétition de la Section des Piques, aux représentants du peuple français)
- Progetto di modifica dei nomi delle vie della circoscrizione della sezione di Piques (Projet tendant à changer le nom des rues de l'arrondissement de la Section des Piques)
- 1795: Francesi, ancora uno sforzo se volete essere Repubblicani (Français, encore un effort si vous voulez être républicains), pubblicato unitamente a La filosofia del boudoir.
- Les Caprices, ou un peu de tout, perduto.

### Appunti sparsi
- Il portafogli di un uomo di lettere (Le Portefeuille d'un homme des lettres)
- 1952: Il fanatico, racconto morale e filosofico (Séide, conte moral et philosophique), Mercure de France n° 1070.
- 1956: Centoundici note sulla Nuova Justine (Cent onze Notes pour la Nouvelle Justine), manoscritto datato 1791.
- 1964: Appunti sulle Giornate di Florbelle, o la Natura rivelata (Notes pour les Journées de Florbelle, ou la Nature dévoilée)

### Altri scritti
- Corrispondenza (Correspondance)
- 1801: L'autore de "I crimini dell'amore" a Villeterque, un resoconto (L'Auteur des « Crimes de l'amour » à Villeterque, folliculaire)
- 1953: Carteggi personali (Cahiers personnels), datati 1803-1804.
- 1967: Viaggio in Olanda (Voyage en Hollande)
- 1967: Viaggio in Italia (Voyage d'Italie)
- 1967: Opuscoli sul teatro (Opuscules sur le théâtre)
- 1967: Assortimento di prosa e versi (Mélanges de prose et de vers)
- 1970: Diario (Journal), datato 1807-1808-1814

### Opere varie di attribuzione incerta
- 1787: La prostituta vergine o La cortigiana anafrodita (La Courtisane anaphrodite, ou la Pucelle libertine)
- 1949: L'aquila, signorina (L'Aigle, Mademoiselle), corrispondenza.
- 1953: Il carillon di Vincennes (Le Carillon de Vincennes), corrispondenza.
- 1954: Signor le 6. Lettere inedite (Monsieur le 6), corrispondenza 1778-1784.
- 1959: Strenne filosofiche (Étrennes philosophiques)
- Lettera al cittadino Gaufridy (Lettre au citoyen Gaufridy)
- Quarto quaderno di appunti o riflessioni (Quatrième cahier de Notes ou reflexion)
- L'orco Minski seguito da Il papa Braschi (L'ogre Minski-Le pape Braschi)
- Discorso contro Dio (Discour contre Dieu)
- Il mio arresto del 26 agosto (Mon arrestations du 26 Août), corrispondenza.
- La vaniglia e la manilla (La Vanille et la Manille), corrispondenza.
- Assortimento di prosa e di versi (Mélanges de Prose et de vers), manoscritti del 1758-1765 (Cercle du Livre Précieux).

### Opere scritte con altri autori
- Pauline e Belval, ovvero le vittime di un amore criminale (Pauline et Belval, ou les Victimes d'un amour criminel): autore incognito (M. R***), testo corretto da Sade, che probabilmente redasse la prefazione.
- Zoloé e le sue due compagne, ovvero alcune decadi della vita di tre bellezze (Zoloé et ses deux acolythes ou Quelques Décades de la vie de trois jolies femmes): anonima, attribuita erroneamente a Sade.

### De Sade in italiano
In Italia, de Sade è stato pubblicato con traduzioni di Gianni Nicoletti, Claudio Rendina, Adriana Klingly, Adriano Grande, Giuseppe De Col, Giorgio Vorstein, Luigi Baccolo, Aurelio Valesi, Vito Romaniello, Emilio Carizzoni, Angelo Fiocchi, Nico De Rentis Marra, Paolo Caruso, Lanfranco Binni, Elémire Zolla, Enrico Badellino, Daniele Gorret, Flaviarosa Nicoletti Rossini, Gian Piero Brega, Marisa Vassalle, Pino Bava, Giancarlo Pavanello, Adriano Spatola, Giorgio Varchi, Paolo Guzzi, Luisa Collodi, Riccardo Reim, Angelo Fiocchi, Raffaello Delfino, Pietro Citati, Gianna Manzini, Lucia Tozzi, Marella Sampietro, Giorgio Celli, Giovanni Mariotti, Lucio Chiavarelli, Beppe Recchia, Maurizio Grasso, Antonietta Cavalca, Gianni Frati, Nicoletta Dudan, Giancarlo Pontiggia, Walter Mauro, Elena Grillo, Francesco Saba Sardi, Alfredo Maria Bonanno, Anna Maria Lobina Corno, Benito Iezzi, Pietro Bartalini Bigi, Armando Marchi, Piero Ferrero, Riccardo Benedettini, Marina Premoli, Stefano Lanuzza, Francis Cecosk e Marco Cavalli; e con prefazioni di Andrea Calzolari, Alberto Moravia, Guido Piovene, Mario Praz, Virginia Finzi-Ghisi, Carlo Pasi, Bruno Cagli, Martino Conserva, oltre ad alcuni già citati e a traduzioni di pagine di Pierre Klossowski, Roland Barthes, Gilbert Lély, Simone de Beauvoir, Maurice Blanchot, Jean-Jacques Pauvert o Jean Paulhan.
La bibliografia critica, piuttosto ampia, include anche monografie di Giuseppe Conte, Esio Benedetti, Valerio Cantafio Casamaggi, Fausto Curi, Roberto D'Amato, Umberto Galimberti, Luigi Baccolo, Vincenzo Barba, Ruggero Campagnoli, Marco Palladini, Carlo Pasi e Roberto Imperoli; e biografie di Giancarlo Ottani, Carlo Palumbo, Alberto Arcioni e Luigi Baccolo (anche le biografie di Octave Béliard e di Jules Janin sono state tradotte dal francese).